# Space Shuttle
Lo Space Transportation System (STS), comunemente noto come Space Shuttle, Navetta Spaziale o Shuttle, è stato un sistema di lancio spaziale riutilizzabile della NASA, l'ente governativo statunitense responsabile dei programmi spaziali, adibito a missioni spaziali in orbita intorno alla Terra. Lanciato in orbita per la prima volta il 12 aprile 1981, ha portato a termine la sua ultima missione il 21 luglio 2011, totalizzando complessivamente 135 missioni e 3 anni e mezzo in orbita.

## Storia

### La guerra fredda e i lanci
La storia dello Space Shuttle ha inizio e si inserisce sul finire del contesto della guerra fredda con la celebre corsa allo spazio in decisa contrapposizione con l'altra grande superpotenza dell'epoca: l'Unione Sovietica.
In particolare con lo sviluppo, avvenuto a partire dai primi anni settanta, di un veicolo spaziale riutilizzabile, la NASA sperava di continuare i suoi progetti e programmi spaziali con una notevole riduzione dei costi di accesso allo spazio, ma la complessità del progetto, i problemi relativi alla sicurezza e i costi operativi di funzionamento (500 milioni di dollari per lancio) hanno progressivamente disatteso queste aspettative fino alla sua definitiva dismissione nel 2011.
L'intero sistema è stato ritirato dal servizio il 21 luglio 2011, dopo 135 lanci. Le missioni più importanti realizzate hanno permesso il lancio di satelliti (tra cui il telescopio Hubble) e 3 sonde interplanetarie, di condurre esperimenti scientifici nello spazio e la manutenzione e la costruzione della
Stazione spaziale internazionale.
Nel corso del Programma Space Shuttle sono stati costruiti 5 orbiter: 2 sono andati distrutti in incidenti e 3 sono stati ritirati.
Nella sua storia è stato utilizzato per le missioni spaziali orbitali dalla NASA, dal Dipartimento della Difesa statunitense, dall'Agenzia Spaziale Europea, dal Giappone e dalla Germania. Gli Stati Uniti hanno finanziato lo sviluppo dell'STS e le operazioni di gestione fatta eccezione degli Spacelab D1 e D2, finanziati rispettivamente dalla Germania Ovest e dalla Germania riunificata. Inoltre, la SL-J è stata parzialmente finanziata dal Giappone.

### Primi studi

#### Dal "Silbervogel" all'X-15
La prima menzione di un razzo dotato di ala capace di lasciare la bassa atmosfera fu in un progetto tedesco-austriaco dell'ingegnere Eugen Sänger risalente al 1933. Il concetto venne successivamente sviluppato verso la fine della seconda guerra mondiale con il disegno del Silbervogel, un velivolo che avrebbe dovuto permettere di bombardare gli Stati Uniti dopo aver realizzato un volo suborbitale. Al termine della guerra, l'aeronautica militare statunitense studiò con la North American Aviation un missile alato, chiamato Navaho, per il trasporto di armi nucleari. Dopo alcuni voli di prova effettuati nel 1957, il progetto fu abbandonato in favore di missili balistici di tipo Atlas, Titan e Thor.
In questo periodo, il centro di ricerca aeronautica statunitense, la NACA, poi divenuta NASA, fu fortemente coinvolta nella ricerca sugli aerei a razzo tanto da realizzare il Bell X-1 che superò la barriera del suono nel 1947. Questi studi portarono velocemente a identificare i due grandi problemi di progettazione: l'instabilità nel volo atmosferico e la dissipazione del calore durante il rientro nell'atmosfera. Quest'ultimo portò allo studio di nuovi materiali per la realizzazione di un adeguato scudo termico. La costruzione del razzo X-15, avvenuta nel 1954, consentì la sperimentazione di diverse soluzioni. Le nuove scoperte consentirono di raggiungere, nel 1960, una velocità di 6,8 Mach e un'altitudine di 108 km. L'X-15 poté sperimentare gran parte delle fasi di volo che incontrerà decenni più avanti lo Space Shuttle durante il rientro sulla Terra.

#### Corpo portante (1957-1970)
Per ridurre le sollecitazioni termiche e meccaniche subite da un aereo che vola ad alta velocità, una soluzione è quella di rimuovere l'ala e generare portanza con la forma del corpo che viene allargato. Aerei di questo tipo, chiamati a corpo portante, furono studiati dalla NASA a partire dal 1957. Parecchi prototipi dimostrarono la loro capacità di eseguire rientri e deviazioni del percorso con buona facilità. Di questo concetto fu il progetto del Boeing X-20 Dyna-Soar, voluto dall'aeronautica militare statunitense nel 1957. Esso era costituito da un corpo portante e da un'ala a delta, veniva lanciato come un razzo per poi atterrare come un aereo. Il progetto progredì fino al 1963, quando fu chiuso per motivi di bilancio, poiché non era giustificato da uno scenario di missione chiaramente identificato.

#### Il progetto di navetta in fase sperimentale (1968-1970)

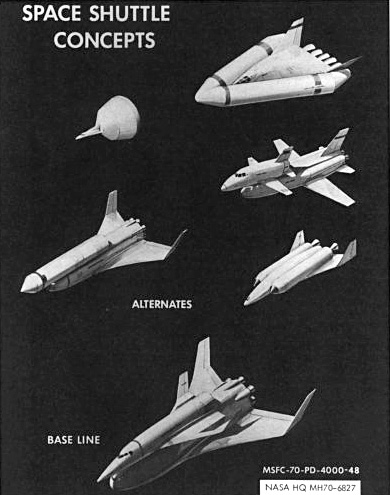
I primi schizzi della navetta spaziale.

Mentre la NASA era impegnata nelle ultime fasi dello sviluppo del Programma Apollo, l'agenzia spaziale lanciò, il 30 ottobre 1968, una consultazione per lo sviluppo di un sistema di lancio riutilizzabile in grado di mettere in orbita bassa un carico utile compreso tra le 2,3 e le 23 tonnellate e di riportare sulla Terra almeno 1 tonnellata di carico e con un vano di almeno 85 m³. Nel febbraio dell'anno successivo, quattro aziende: North American Rockwell, Lockheed, General Dynamics e McDonnell Douglas vennero selezionate per partecipare a questo studio preliminare.
I vari centri di ricerca della NASA avevano opinioni divergenti sul progetto della navetta. Maxime Faget, in rappresentanza del Marshall Space Flight Center era favorevole a una piccola navetta dotata di piccole ali dritte con scarse possibilità di compensare, ma più leggera e meglio aliante a velocità subsoniche: il DC-Shuttle 3, un aereo modello in scala 1 a 10 fu realizzato nel maggio 1970 per studiare l'aerodinamica a bassa velocità. I centri di Langley e Dryden sostenevano invece la soluzione del corpo portante e soprattutto contribuirono a sviluppare l'H-10. Una soluzione di questo tipo aveva una capacità di compensazione intermedia tra l'ala dritta e l'ala a delta, anche se teoricamente meno ingombrante rispetto all'ultima. L'Air Force e il Laboratorio Draper erano in favore di un'ala a delta che offrisse una capacità massima di offset. La NASA successivamente decise di eliminare il concetto di corpo portante la cui forma non era compatibile con i carri di trasporto e attrezzature scartando anche l'ipotesi dell'uso di un'ala a geometria variabile per l'eccessivo peso che avrebbe portato alla navicella.

### L'avvio del progetto (1969-1972)

#### Un seguito al programma Apollo (1969)
All'inizio del 1969 la NASA studiò il seguito del programma Apollo. Nell'euforia dei successi del programma lunare furono sviluppate diverse proposte: la realizzazione di una stazione spaziale, di una base lunare, una spedizione su Marte e la progettazione di una navetta. Un comitato, denominato "Space Task Group", fu creato su richiesta del Presidente degli Stati Uniti Richard Nixon per preparare i successivi voli con equipaggio della NASA.
Il lavoro di questo gruppo portò alla formulazione di tre scenari possibili con un bilancio annuale che variava dai 5 ai 10 miliardi di dollari, un importo pari o superiore al bilancio annuale del programma Apollo al massimo del suo sviluppo. La proposta meno ambiziosa prevedeva lo sviluppo simultaneo di una navetta e di una stazione spaziale. Il presidente Nixon non accettò nessuno di questi scenari perché li giudicò troppo dispendiosi.

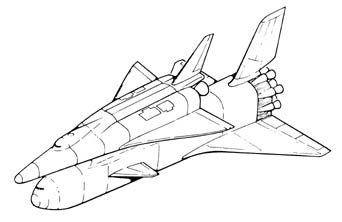
Concetto di navetta riutilizzabile progettata nel 1969 dalla North American Rockwell.

La NASA decise così di concentrare i finanziamenti sullo sviluppo della navetta spaziale, ritenendo che la disponibilità di quest'ultima fosse un requisito necessario per la costruzione successiva della stazione. I dirigenti della NASA ritennero inoltre che la navetta potesse essere utilizzata per sostituire altri 10 lanciatori disponibili a quel tempo, compresi quelli utilizzati dall'esercito, per il lancio di satelliti in orbita.
La fine della guerra fredda e il crollo del programma spaziale sovietico tolsero al programma statunitense una gran parte della sua giustificazione. Il presidente Nixon, che dovette affrontare una situazione di budget molto limitato, non volle fare scelte di alto profilo per l'esplorazione spaziale non ritenendo che ci fossero sufficienti ricadute politiche. Nixon mise il progetto della NASA sotto il controllo dei supervisori del bilancio federale (l'OMB - Office of Management and Budget) a partire dal 1970 che richiese una giustificazione per ogni spesa dell'ente spaziale. L'organismo di controllo pose molti limiti e vincoli al procedere dello sviluppo della navetta, tanto che il direttore della NASA James C. Fletcher ritenne che non solo l'OMB si occupasse di gestire il budget, ma pretendesse anche di fare delle scelte sulla progettazione.
Per combattere lo scetticismo dell'OMB, la NASA dette incarico a una società di consulenza esterna, Mathematica, di realizzare uno studio sugli oneri economici del progetto. I risultati furono molto favorevoli, in quanto venne ipotizzato una drastica diminuzione dei costi di messa in orbita da parte della navetta riutilizzabile in confronto ai razzi convenzionali. Questa relazione venne quindi utilizzata dalla NASA per difendere la redditività del progetto, in particolare nei confronti del Senato.

#### Fase B: Design (1970-1971)

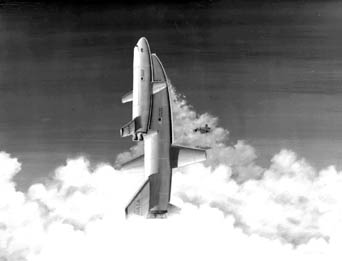
Disegno di Maxime Faget, 1969 circa, che rappresenta una navetta a due stadi completamente riutilizzabile.

Al termine della fase A, nel giugno 1970, la NASA impose nuove specifiche in una fase di progettazione più dettagliata, chiamata fase B. Si specificò che la navetta dovesse decollare verticalmente e atterrare orizzontalmente. Il complesso avrebbe dovuto essere collocato a un'orbita di 500 km con una inclinazione di 55° e trasportare un carico utile di 6,8 tonnellate. La specifica richiesta per il carico utile aumentò pochi mesi dopo per venire incontro all'esercito, finanziatore del progetto, che richiedeva 30 tonnellate in orbita bassa.
Le aziende concorrenti vennero invitate a progettare 2 versioni, una più simile alle esigenze dell'ente spaziale e l'altra invece più prossima alle aspettative dell'esercito. Inoltre, venne richiesto che la navetta potesse compiere un secondo tentativo di atterraggio, qualora il primo non fosse riuscito, impiegando quindi dei motori a reazione. Si prevedeva che la navetta fosse disponibile a tornare a volare dopo 2 settimane dal termine di una missione per una frequenza compresa tra i 25 e i 40 voli all'anno. Ogni navetta doveva trasportare un equipaggio di due astronauti.
Due aziende furono selezionate per la fase B: McDonnell Douglas, associata a Martin Marietta, e North American Rockwell con General Dynamics. Già nel marzo 1971 i due costruttori avevano preparato una bozza di progetto. Entrambe risultarono essere molto simili per quanto riguarda l'orbiter, anche perché la NASA aveva fornito a loro delle specifiche molto restrittive. Molto diversi, invece, apparvero le proposte per il vettore. Un fattore comune fu l'utilizzo dell'alluminio per la struttura al posto del più efficiente titanio, escluso dall'Aeronautica Militare perché considerato non sufficientemente testato.

#### L'abbandono del progetto di navetta completamente riutilizzabile (1971)
James C. Fletcher divenne amministratore della NASA nell'aprile del 1971 e, fin dall'inizio del suo mandato, si occupò di promuovere presso il Senato degli Stati Uniti il progetto della navetta spaziale, che in quel momento era bloccato. Si accorse ben presto che l'unico modo per raggiungere un accordo sui finanziamenti fosse quello di integrare nelle specifiche della navetta le esigenze dei militari per ottenere il loro supporto. Avviò anche dei tentativi di cooperazione internazionale, seppur con modesti risultati: l'Europa (e in particolare la Germania) si impegnò a costruire lo Spacelab destinato a volare nella stiva dell'Orbiter e il Canada a realizzare un braccio meccanico per la navetta, chiamato Canadarm e utilizzato per sollevare carichi in orbita.
Nel maggio del 1971, l'Ufficio del Bilancio (OMB) annunciò che la NASA avrebbe dovuto accontentarsi per gli anni seguenti di un budget ridotto a 3,2 miliardi di dollari annui, con un miliardo da dedicare allo sviluppo della navetta. Con questo vincolo finanziario, la NASA fu costretta ad abbandonare il progetto di un sistema completamente riutilizzabile, il cui costo di sviluppo avrebbe richiesto oltre i due miliardi annui. La configurazione dell'ala a delta venne però mantenuta per rispettare le esigenze dei militari. Sempre per rispettare i vincoli di budget, la NASA optò, nel giugno 1971, per un serbatoio esterno non riutilizzabile.
Per ridurre ulteriormente i costi, la NASA richiese uno studio relativo al primo stadio di propulsione a cui contribuirono Grumman, Boeing, Lockheed, McDonnell-Douglas, Martin Marietta e North American Rockwell. I produttori dovevano prendere in considerazione tre alternative: l'uso di uno stadio Saturno IC, l'uso di uno stadio alimentato da nuovo motore a propellente liquido o utilizzare un razzo a propellente solido. In seguito a questo studio, la NASA scelse di usare quest'ultima opzione che portava a risparmiare 500 milioni di dollari di costi di sviluppo rispetto ai propulsori a propellente liquido, ma aumentò il costo delle operazioni di lancio di quasi il doppio (500 $ per ogni chilogrammo di carico utile contro i 275 dollari al chilogrammo).

#### La decisione di cominciare (1972)
Il Presidente Richard Nixon non voleva essere considerato colui che aveva fermato le missioni umane spaziali degli Stati Uniti, che ancora erano considerate un elemento di prestigio per la nazione. Inoltre, se l'opinione pubblica e la comunità scientifica avevano convenuto sulla necessità di ridurre il bilancio dedicato ai voli umani, il presidente non era immune alle pressioni dell'industria aerospaziale e alle considerazioni elettorali. Il ritiro degli Stati Uniti dal Vietnam aveva portato al crollo degli ordini militari, la crisi dell'industria e il declino del programma Apollo provocarono una recessione che l'industria aerospaziale statunitense non aveva mai conosciuto: la metà degli ingegneri e dipendenti che lavorano nel settore erano ridondanti. Questo problema era certamente rilevante per le imminenti elezioni presidenziali.
| Scenario                             | 1             | 2              | 2A             | 3              | 4              |
| ------------------------------------ | ------------- | -------------- | -------------- | -------------- | -------------- |
| Diametro e lunghezza del vano carico | 3,1 m × 9,1 m | 3,7 m × 12,2 m | 4,3 m × 13,7 m | 4,3 m × 15,2 m | 4,6 m × 18,3 m |
| Massa del carico utile               | 13,6 t        | 13,6 t         | 20,4 t         | 29,5 t         | 29,5 t         |
| Costo di sviluppo (miliardi di $)    | 4,7           | 4,9            | 5,0            | 5,2            | 5,5            |
| Costo di una missione (milioni di $) | 6,6           | 7,0            | 7,5            | 7,6            | 7,7            |
| Costo di lancio per kg ($)           | 485           | 492            | 368            | 254            | 260            |

LA NASA continuò a difendere il suo progetto di navetta spaziale evidenziando la riduzione di costo per la messa in orbita di carichi in confronto con i tradizionali lanciatori non riutilizzabili. L'agenzia, inoltre, propose una versione più potente del sistema in grado di trasportare un carico maggiore, questo sia per venire incontro all'esigenza dell'aeronautica militare sia per permettere il montaggio di una stazione spaziale. Il presidente Nixon dette finalmente il suo benestare per il progetto più ambizioso della navetta il 5 gennaio 1972. Ma il suo sviluppo si scontrò con il calo costante del bilancio: i finanziamenti alla NASA passarono, infatti, dall'1,7% del bilancio totale dello stato federale del 1970 allo 0,7% del 1986. Per poter finanziare adeguatamente lo sviluppo della navetta la NASA dovette abbandonare il lancio della seconda stazione Skylab. Le missioni spaziali umane statunitensi vennero così sospese fino al primo volo dello Shuttle che avvenne soltanto nel 1981.

#### La selezione dei produttori
La gara di appalto per la progettazione e la costruzione dell'Orbiter fu lanciata nel marzo 1972 dalla NASA. Fin dall'inizio si evidenziarono le proposte della North American Rockwell, già costruttrice del modulo di comando e di servizio Apollo, con sede in California e quella della Grumman produttrice del Modulo Lunare Apollo e situata nello Stato di New York. Per il comitato di selezione della NASA, la prima proposta si distinse per il suo basso costo, per il ridotto peso dell'Orbiter e per il solido sistema di gestione dei progetti, mentre quello della Grumman era ritenuto più interessante dal punto di vista tecnico. Il progetto della North American Rockwell venne scelto in via definitiva il 26 luglio 1972 per 2,6 miliardi di dollari: a questo prezzo l'azienda si impegnava a costruire due Orbiter e un modello per i test operativi. Due Orbiter supplementari erano previsti in un momento successivo.
L'Orbiter scelto poteva mettere in orbita bassa 29,5 t e aveva una dimensione di 18,3 m × 4,57 m. Esso veniva prodotto a Palmdale in California. Nel 1973 l'azienda Thiokol aveva ottenuto il mandato per la costruzione dei due razzi booster e Martin Marietta quello per il serbatoio esterno, prodotto presso il Michoud Assembly Facility di proprietà della NASA. La Rocketdyne fu invece selezionata, a fine marzo 1972, per la produzione dei motori principali (Space Shuttle main engine - SSME) dell'Orbiter.

### Lo sviluppo (1972-1981)

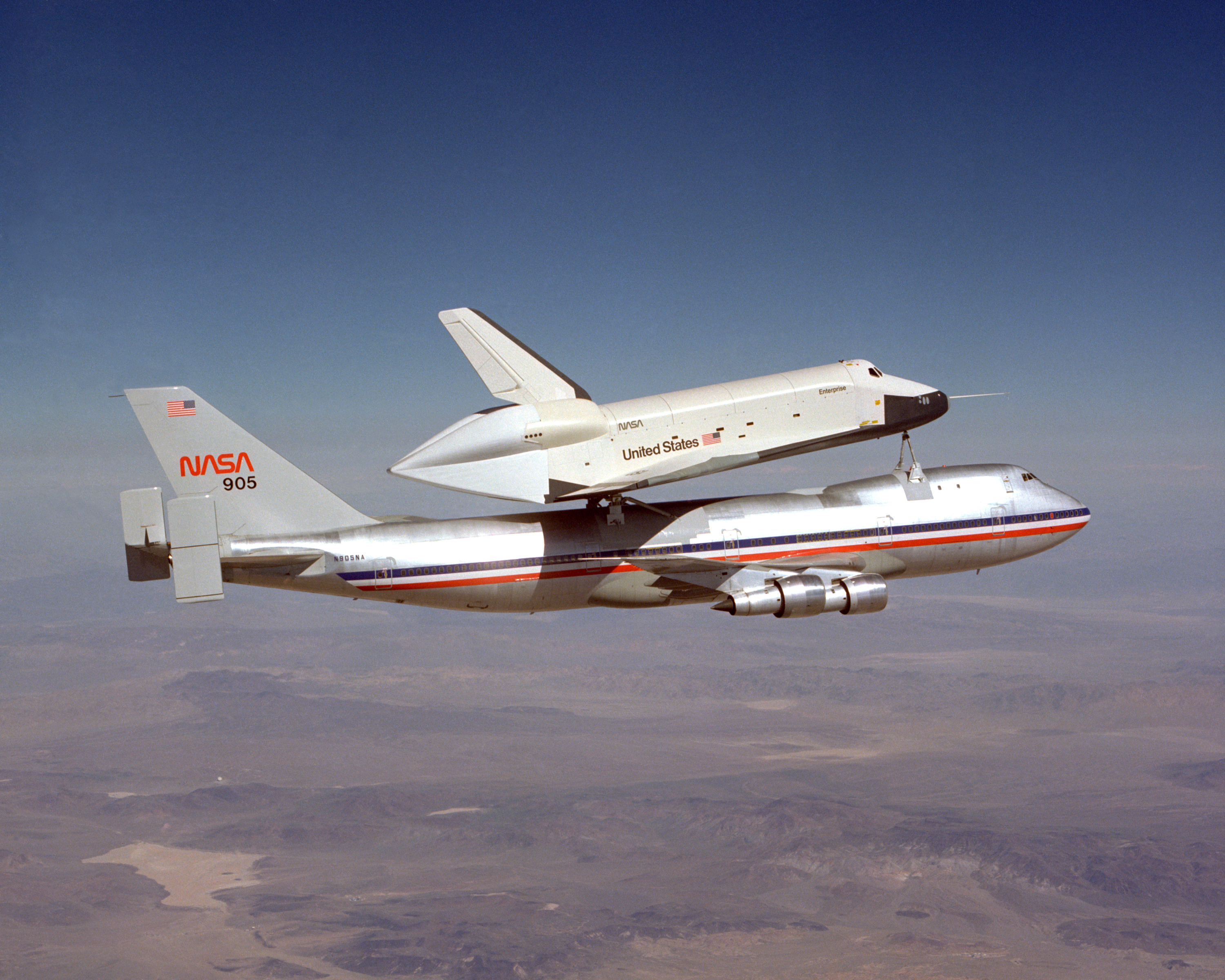
Lo Shuttle Carrier Aircraft (Boeing 747) trasporta lo Space Shuttle Enterprise.

Durante i primi due anni successivi alla firma del contratto, molte modifiche vennero apportate alle specifiche della navetta, principalmente per ridurre i costi di sviluppo. L'ala a doppia delta fu introdotta in questa fase allo scopo di migliorare la capacità di volo a bassa velocità e in più permetteva, con interventi limitati nel design della parte anteriore, di compensare i problemi di posizione del centro di gravità che avrebbero potuto verificarsi in una fase più avanzata di sviluppo. Una delle novità più importanti fu l'abbandono di motori a reazione da utilizzarsi nelle fasi di atterraggio.
Per spostare la navetta, ora non motorizzata, tra i vari siti, la NASA acquistò nel 1974 un Boeing 747 usato, che venne attrezzato per il suo trasporto sul dorso della fusoliera (l'aereo fu chiamato Shuttle Carrier Aircraft). Il primo test del motore SSME dell'Orbiter si svolse il 17 ottobre 1975. Il serbatoio esterno fu progressivamente ridotto per consentire un risparmio di peso di 4,5 tonnellate. La costruzione della prima navetta Enterprise terminò nel marzo 1976, ma essa non venne poi utilizzata nella fase operativa, in quanto troppo pesante.
Il 12 agosto 1977 si tenne il primo volo senza motore della navetta, portato in quota e poi sganciata dal 747, nell'ambito del programma Approach and Landing Tests. La consegna dei primi SSME operativi fu rinviata di due anni a causa di alcuni inconvenienti nella fase di test che comportarono una rivisitazione del progetto. Nel febbraio 1980 fu completata la settima e ultima prova di qualificazione del booster.
Il primo volo spaziale dello Space Shuttle avvenne il 12 aprile 1981 con la missione STS-1. Lo Space Shuttle Columbia, con al comando l'esperto astronauta John W. Young e con Robert Crippen come pilota, realizzò 17 orbite in poco più di due giorni, rientrando in sicurezza presso la Edwards Air Force Base. Prima dell'impiego operativo furono compiute altre tre missioni (STS-2, STS-3, STS-4) per testare tutto il sistema, avvenute tra il 1981 e il 1982.

## Descrizione
Lo Shuttle si componeva essenzialmente di tre sottoinsiemi:
- l'Orbiter Vehicle (in sigla OV): è l'unico componente a entrare in orbita con a bordo gli astronauti, un vano di trasporto per il carico, tre motori principali che utilizzano il combustibile presente nel serbatoio esterno e un sistema di manovra orbitale(OMS);
- due Solid Rocket Booster (in sigla SRB): razzi riutilizzabili a propellente solido, il perclorato d'ammonio (NH4ClO4) e l'alluminio, che si staccano due minuti dopo il lancio a un'altezza di 66 km e vengono recuperati nell'oceano grazie al fatto che la velocità di caduta viene notevolmente ridotta da alcuni paracadute;
- il Serbatoio Esterno (in sigla ET): un grande serbatoio esterno di propellente contenente ossigeno liquido (in cima) e idrogeno anch'esso liquido (nella parte bassa) che servono ad alimentare i tre motori principali dell'Orbiter. Si stacca dopo circa 8 minuti e mezzo a un'altitudine di 109 km, esplode in atmosfera e ricade in mare senza che venga poi recuperato.

I progetti iniziali prevedevano serbatoi supplementari sull'Orbiter e altre attrezzature che però non furono mai realizzate.
Il veicolo viene assemblato nel Vehicle Assembly Building presso il Kennedy Space Center, in Florida, e quindi trasportato, per mezzo di una piattaforma mobile, presso il complesso di lancio 39. Il lancio della navetta avviene in posizione verticale come un razzo convenzionale grazie alla spinta fornita dai suoi tre motori principali e dai due booster (SRB) laterali. Dopo circa due minuti dal lancio i due SRB vengono espulsi e la navetta continua il suo volo fino all'orbita prevista utilizzando i suoi motori, alimentati dal propellente contenuto nel serbatoio esterno. Una volta raggiunta l'orbita, i motori principali vengono spenti e il serbatoio abbandonato a bruciare nell'atmosfera terrestre.
La navetta è progettata per raggiungere orbite comprese tra i 185 e i 643 km di quota con un equipaggio composto da due a sette astronauti (dieci in caso di una missione di recupero di emergenza). Nelle prime missioni di prova l'equipaggio era formato soltanto dal comandante e dal pilota. Una missione orbitale dura in media due settimane. La manovra di rientro prevede che la navetta riduca la propria velocità attraverso i motori di manovra fino a trovarsi su una traiettoria di discesa che le permetta di attraversare i vari strati dell'atmosfera e fare ritorno sulla Terra. L'atterraggio avviene senza propulsione, un po' come un aliante, in una lunga pista in vari possibili siti.

## Orbiter

### Sovrastruttura
L'Orbiter è stato progettato con gli stessi principi con cui si progetta un aeroplano costruito di lega di alluminio. La fusoliera si divide in quattro sottoinsiemi: la fusoliera anteriore, il vano di carico, le ali e la fusoliera di poppa. Nella fusoliera anteriore si trovano il carrello d'atterraggio anteriore, i motori di controllo di assetto (RCS) utilizzati in orbita e gli strumenti di guida e navigazione. La zona dedicata all'equipaggio è una struttura indipendente pressurizzata e collegata al resto della struttura della navetta in soli 4 punti di aggancio per ridurre lo scambio termico.
La sezione intermedia dello Shuttle contiene principalmente il vano carico e offre l'aggancio per le ali. è una struttura a forma di U, aperta a ogni estremità, di 18 metri di lunghezza, 5,2 metri di larghezza, 4 di altezza e di 13,5 tonnellate di peso. Inferiormente e ai suoi lati si trovano gli ingranaggi del carrello di atterraggio principale. Due porte in un materiale più leggero dell'alluminio sono utilizzate per chiudere il vano carico e per svolgere la funzione di radiatori per la dissipazione del calore in eccesso quando la navetta è in orbita. La loro chiusura durante il rientro risulta fondamentale per la rigidità dell'intera navetta.

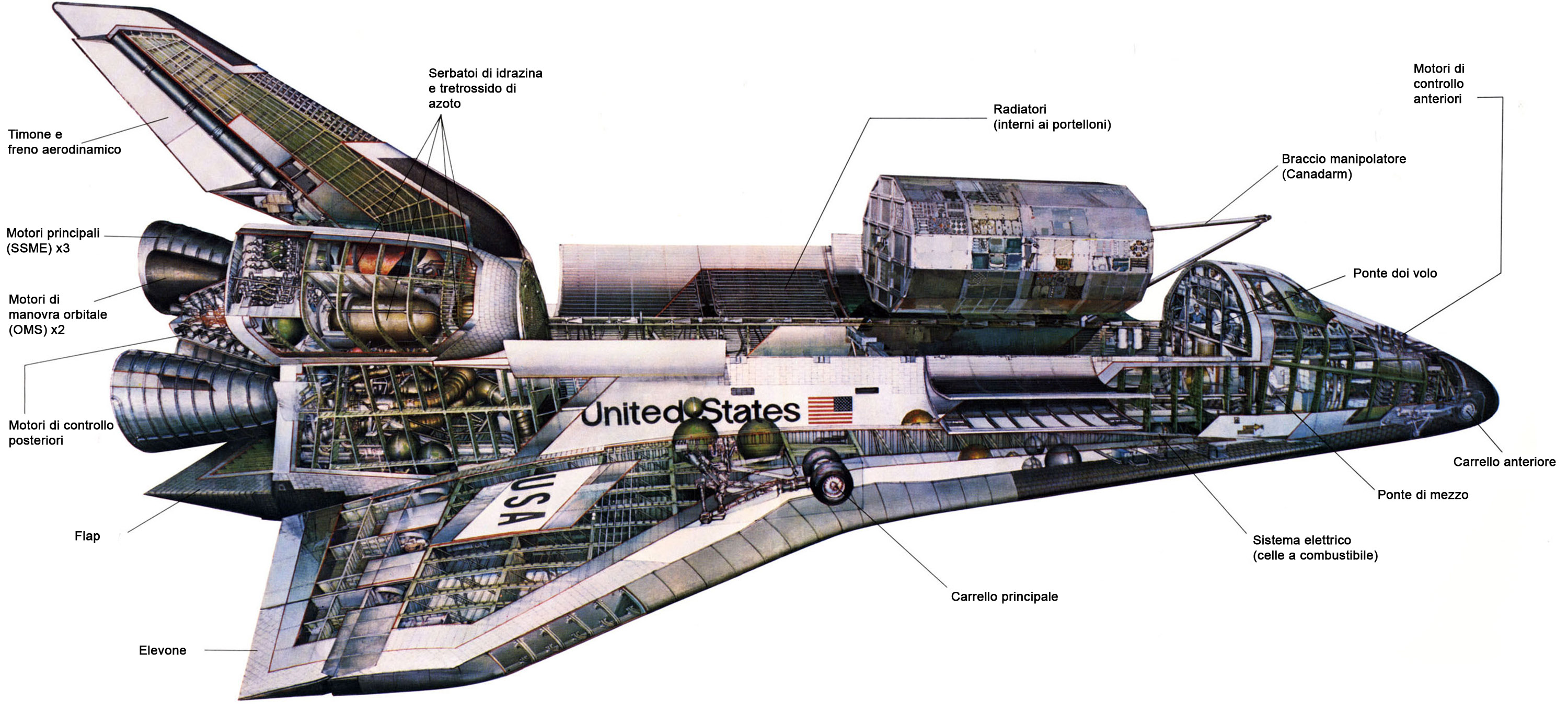
Schema illustrativo della navetta.

### Propulsione
L'Orbiter dispone di tre sistemi di propulsione separati. Il sistema di propulsione principale si compone di tre motori a razzo criogenici (chiamati SSME) che vengono utilizzati solo per il posizionamento della navetta in orbita e traggono il loro propellente dal serbatoio esterno. Entrambi i motori del sistema di manovra orbitale (OMS) sono utilizzati per integrare l'azione degli SSME dopo il loro spegnimento e per modificare l'orbita durante la missione. I piccoli motori di controllo di assetto (Reaction control system) vengono invece utilizzati per modificare l'assetto della navetta in orbita e per piccole correzioni orbitali.

#### La propulsione principale: gli SSME

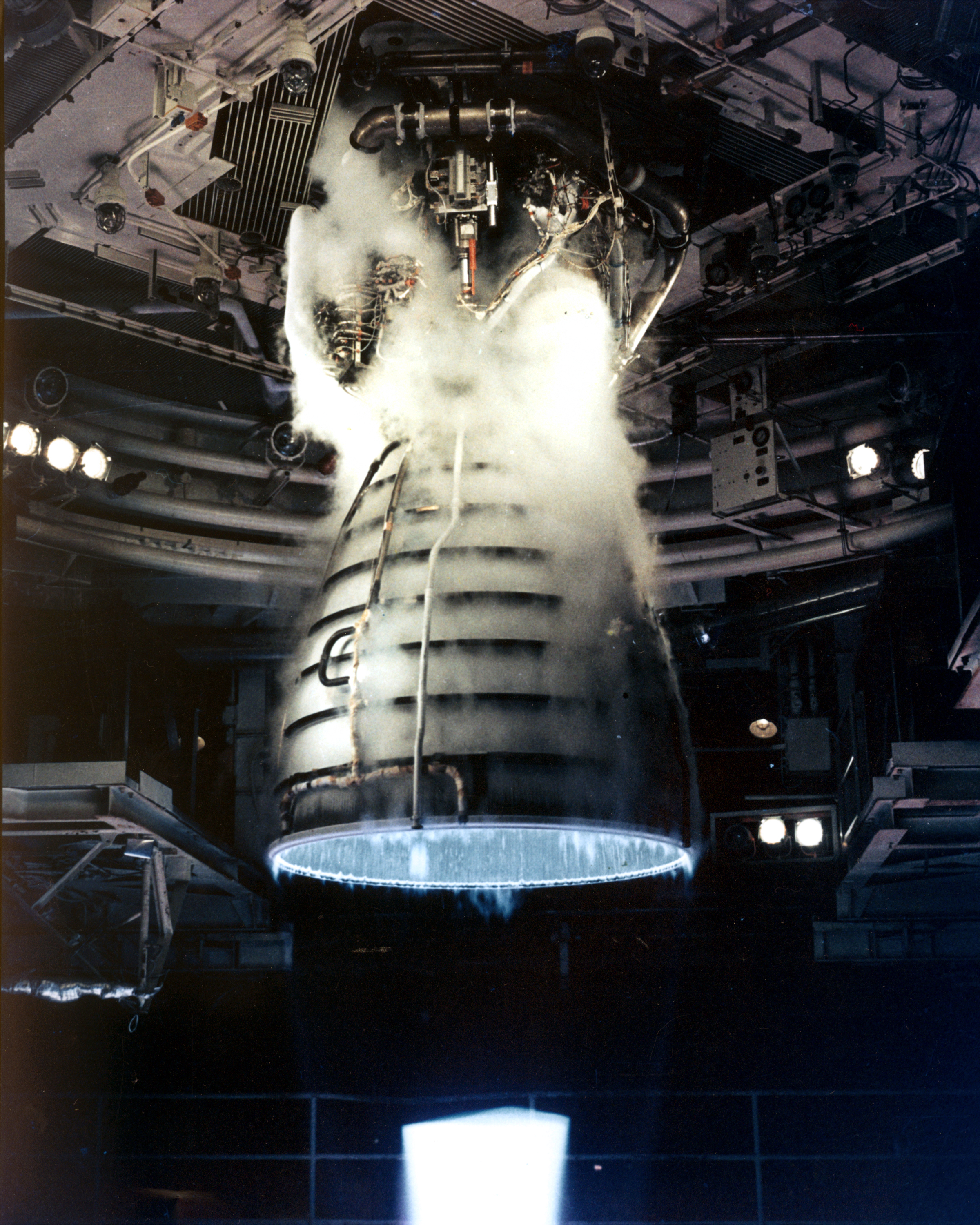
Test di accensione di un propulsore SSME.

I tre motori a razzo, chiamati SSME (Space Shuttle main engine), si trovano dietro l'Orbiter e sono utilizzati insieme con i booster laterali a propellente solido per produrre la spinta necessaria a mettere la navetta in orbita. Questi motori a razzo a propellente liquido, una volta spenti, non possono più essere riaccesi, ma hanno prestazioni che superano tutte le produzioni equivalenti passate e presenti. Ogni motore può generare circa 1,8 MN di spinta al decollo e i tre motori possono generare un impulso specifico (Isp) di 453 secondi nel vuoto o 363 secondi a livello del mare, con velocità di scarico rispettivamente di 4440 m/s e 3 560 m/s.
In tutto un motore pesa circa 3,2 t. Dopo ogni missione i motori sono rimossi e trasportati allo Space Shuttle Main Engine Processing Facility per le ispezioni e le eventuali sostituzioni di componenti. Gli SSME sono progettati per accumulare 27 000 secondi di funzionamento (per un totale di 55 lanci con 8 minuti di funzionamento continuo), ma si stima che la sua vita operativa è di più di 15 000 secondi di funzionamento e 30 lanci. Questi motori traggono il loro carburante nel serbatoio esterno e non rivestono nessun'altra funzione nella durata della missione dopo che il serbatoio viene sganciato al termine della fase di ascesa. Se la spinta cumulativa risulta essere insufficiente per mettere l'orbiter nell'orbita corretta, può essere aggiunta anche la spinta dei due motori di manovra orbitale.
I motori principali dello Shuttle sono stati oggetto di molti perfezionamenti per migliorare la affidabilità e aumentare la potenza. Ciò spiega come mai durante la procedura di lancio si possono sentire comandi curiosi, come Porta la potenza al 106%; questo non significa che i motori vengano portati oltre il limite: il valore del 100% è il livello di potenza dei motori principali originali, i quali potevano spingersi però fino al 102%; nel 2001 con la fornitura Block II il valore fu elevato al 109%.

#### Il sistema di manovra orbitale (OMS)
Entrambi i motori del sistema di manovra orbitale (Orbital Maneuvering System o OMS) sono utilizzati sia per posizionare la navetta nell'orbita voluta al termine della fase di lancio sia, alla fine della missione, per ridurre la velocità della navetta e permettere il rientro. Durante la permanenza nello spazio, possono anche fare minori correzioni dell'orbita. Ogni motore è posto in un involucro estraibile, situati sul retro dell'Orbiter su entrambi i lati dell'impennaggio e sopra gli SSME. Ogni motore funziona a idrazina e tetrossido di diazoto, propellenti di facile stoccaggio e di tipo ipergolico.
Con un impulso specifico nel vuoto di 313 secondi sono molto meno efficienti degli SSME, ma permettono la riaccensione di svariate volte, caratteristica essenziale per la loro funzione. La spinta è di 2,7 tonnellate, possono essere orientati a ±8° in beccheggio e ±7° in imbardata. Entrambi i motori, che possiedono circa 10,4 tonnellate di propellente in ogni serbatoio, possono fornire un delta-v di circa 300 ms−1, di cui circa la metà è utilizzata per inserire la navetta in orbita.

#### I propulsori di controllo di assetto (RCS)

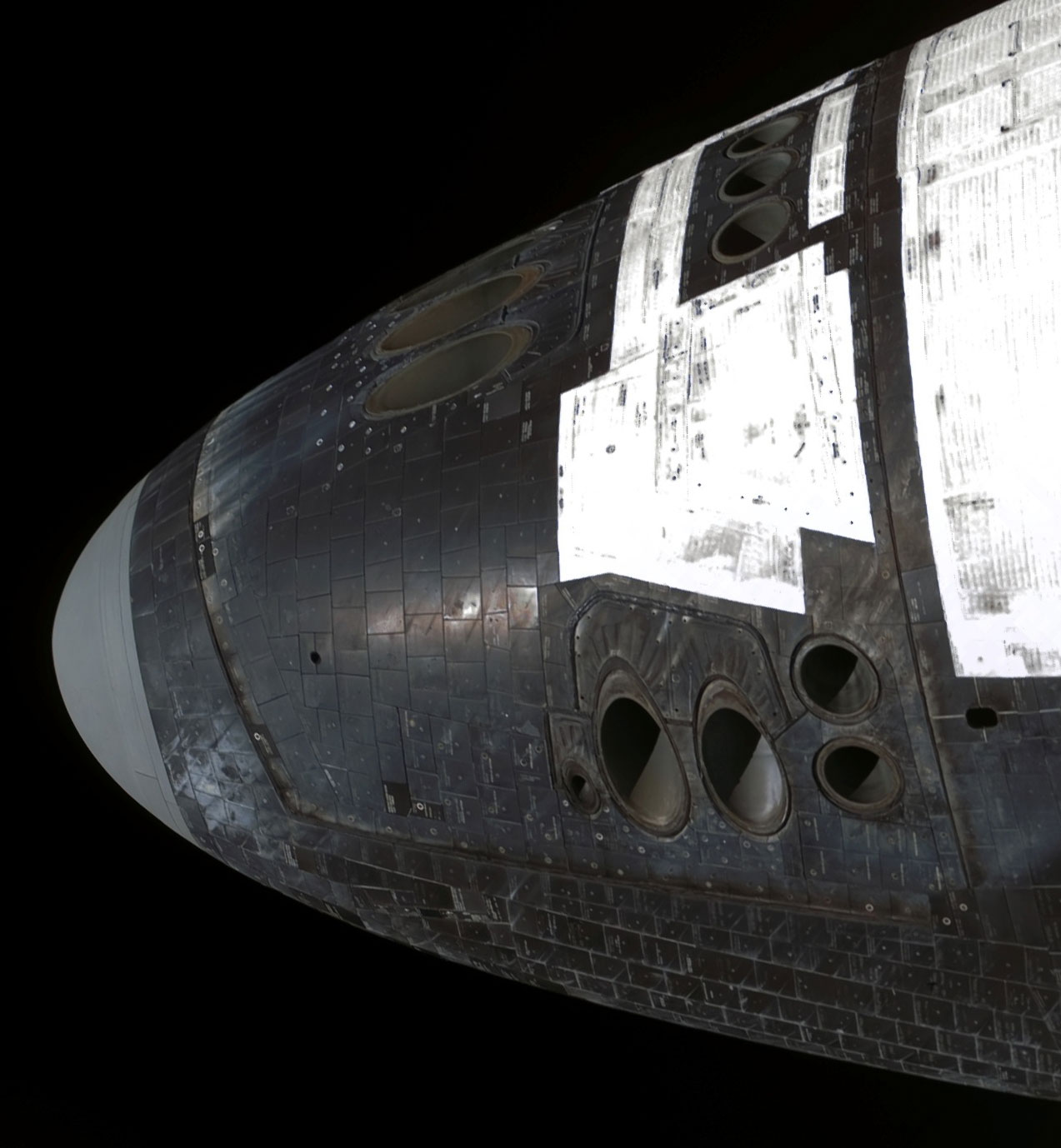
Motori RCS anteriori della navetta.

I motori di controllo di assetto (Reaction control system - RCS) vengono utilizzati per modificare l'assetto dello Shuttle quando l'atmosfera è troppo rarefatta perché le superfici mobili dell'Orbiter siano efficaci. Essi vengono utilizzati anche in orbita quando la velocità dell'Orbiter deve essere corretta di un valore inferiore a 2 m/s. I motori sono distribuiti sulle due piattaforme degli OMS e sulla parte anteriore della navetta. Ci sono due tipi di motori. I più potenti hanno una spinta di 395 kg con un impulso specifico di 289 secondi. I motori Vernier, con un impulso specifico di 228 secondi, vengono utilizzati per regolazioni molto fini: con una spinta di 11 kg, possono fornire un impulso di una durata compresa tra 0,08 e 125 secondi. Sulla parte anteriore dell'Orbiter ci sono motori più potenti, mentre in ogni alloggiamento dei motori OMS ci sono 12 motori di 395 kg di spinta. Tutti questi motori usano lo stesso propellente dei motori di manovra orbitale, ma con i propri serbatoi distribuiti tra i tre siti.

### La protezione termica

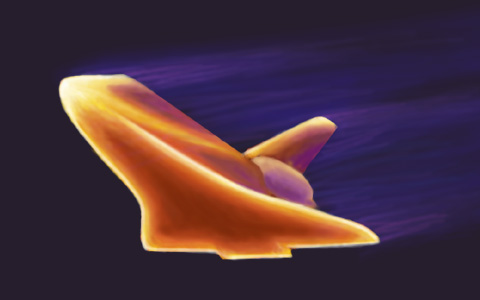
Simulazione al computer del calore sulla navetta durante il rientro. Le temperature all'esterno possono raggiungere i durante questa fase.

Il sistema di protezione termica dello Space Shuttle è lo scudo termico che protegge l'Orbiter nella fase del rientro atmosferico durante una missione, quando si raggiungono temperature di 1 650 °C. Inoltre, costituisce anche una barriera dal freddo dello spazio mentre lo Shuttle è in orbita. Esso ricopre completamente la superficie dello Shuttle ed è costituito da sette diversi materiali a seconda della protezione termica richiesta in una particolare parte del velivolo.
L'Orbiter ha cambiato il suo sistema di protezione termico diverse volte per ridurre il peso e il carico di lavoro. Le piastrelle di ceramica devono essere controllate dopo ogni volo per trovare eventuali rotture; inoltre assorbono umidità e quindi devono essere protette dalla pioggia. Questo inconveniente è stato dapprima risolto spruzzando sulle tegole il prodotto Scotchgard; in seguito è stata sviluppata una soluzione ad hoc. In un secondo tempo molte tegole della sezione dello Shuttle, che da un controllo accurato, risultarono meno calde, furono sostituite da grandi pannelli di un materiale isolante avente la consistenza del feltro; ciò ha comportato il vantaggio di non dover ispezionare in modo particolarmente accurato zone molto grandi del rivestimento (in particolare la zona del carico).

### Gli alloggi dell'equipaggio
La navetta è in grado di ospitare fino a 8 astronauti su due ponti: uno di volo (Flight deck) e uno intermedio (Mid deck). In questi due livelli, più uno scompartimento inferiore, portano a un totale di 72 m2 disponibili, a fronte di soli 8,5 m2 della navicella spaziale russa Sojuz che trasporta tre cosmonauti.

#### Ponte di volo

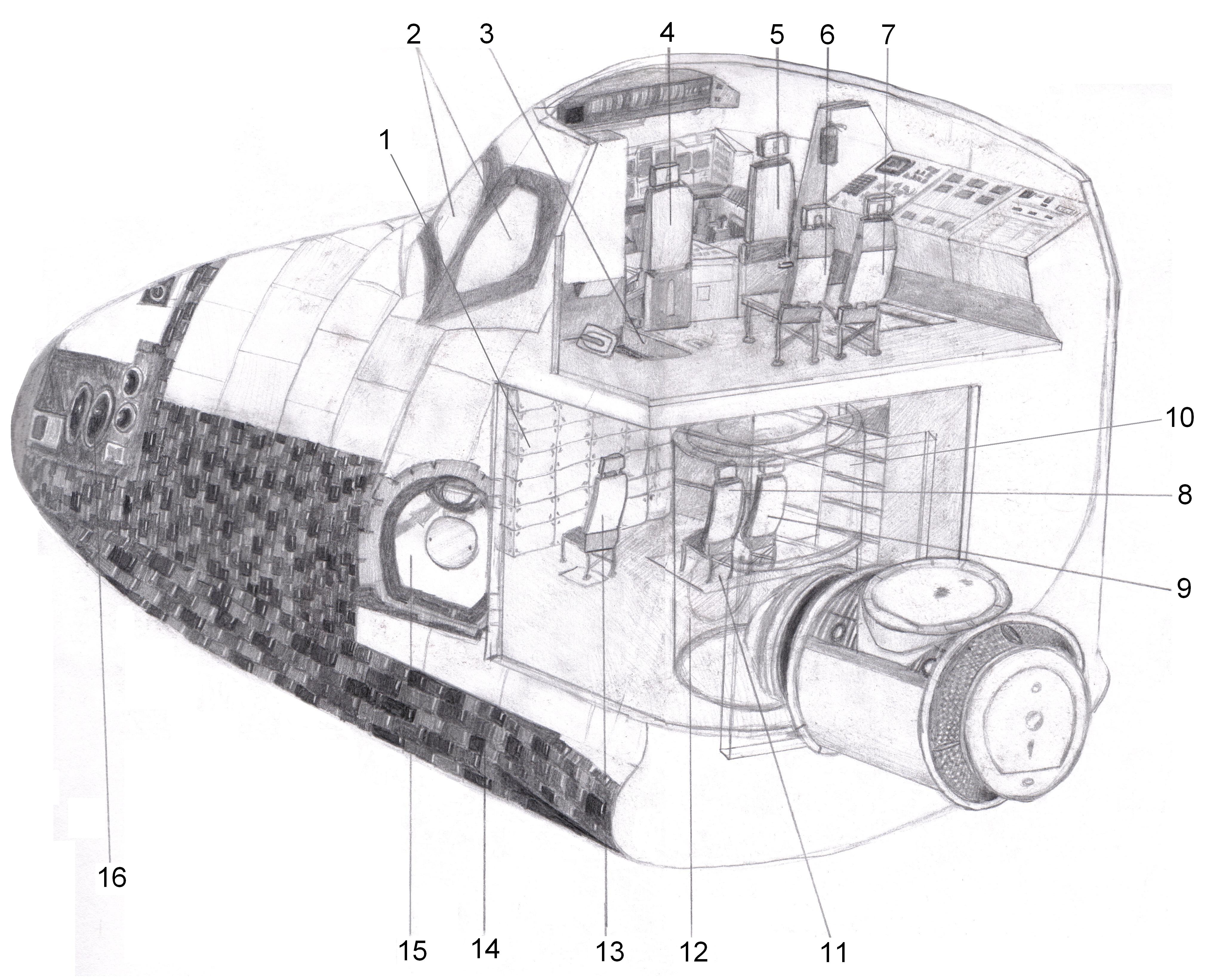
Configurazione di lancio della navetta:
1. Scomparti per oggetti
2. Finestrini
3. Passaggio tra il ponte di volo e intermedio
4. Seggiolino pilota
5. Seggiolino comandante
6-9 Seggioli specialisti di missione
10. Avionica
11. Accesso al serbatoio di idrossido di litio
12. Camera di compensazione
13. Seggiolino
14. Punto di attacco ali-fusoliera
15. Portello di accesso alla navetta
16. Motori di manovra anteriore.

L'abitacolo può ospitare 4 persone. Nella configurazione di lancio, il comandante e il pilota sono posti anteriormente, davanti alla strumentazione, rispettivamente a sinistra e a destra. Dietro al pilota siedono i due specialisti di missione. Una volta raggiunta l'orbita, i sedili, tranne quello del comandante, vengono rimossi. Nella parte posteriore sono presenti pannelli di controllo del braccio robotico e gli ancoraggi che permettono agli astronauti di mantenere una posizione fissa durante il lavoro. L'operatore del braccio dispone di due finestre che si affacciano sulla zona carico e due sul soffitto dell'Orbiter. A lato, due posti laterali sono dedicati a varie strumentazioni di controllo.
Nella parte anteriore, si trovano i comandi per la selezione dei diversi sistemi di propulsione e per la selezione dei computer GPC (General Purpose Computer). A sinistra, il comandante ha accesso ai sistemi di controllo termico, di pressurizzazione e climatizzazione e di antincendio. Di fronte al pilota e al comandante sono collocati due indicatori: ADI (Attitude Direction Indicator) e l'HSI (Horizontal Situation Indicator) che forniscono informazioni sulla velocità, sull'accelerazione e sulla posizione nello spazio. Alla sua destra, il comandante, ha i controlli per la potenza idraulica ed elettrica.

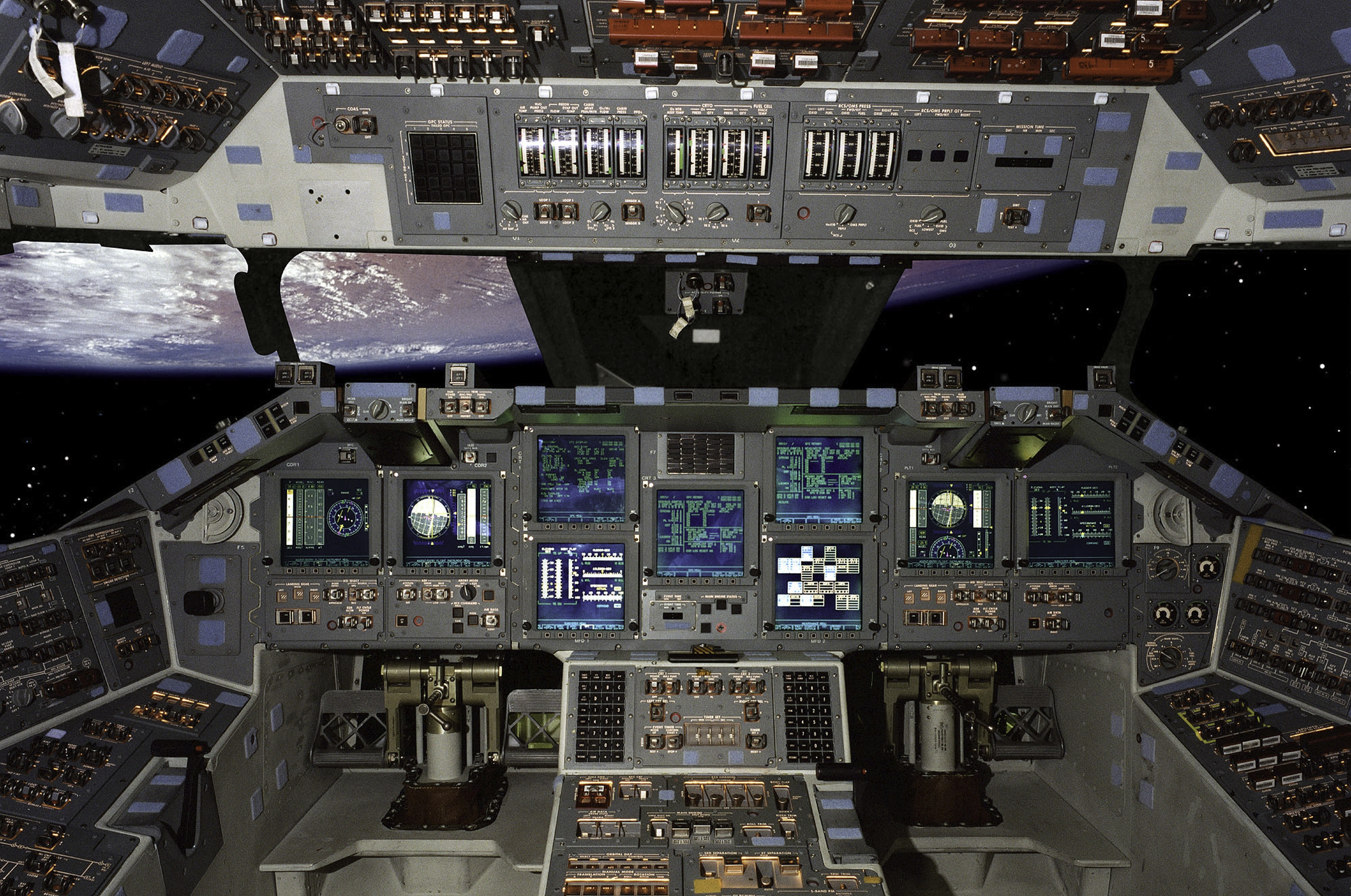
Glass cockpit di ultima generazione installato sulla flotta Shuttle a partire dal 2001.

Al centro, si trovano cinque MFD (Multi-function Display) che riportano le informazioni necessarie per le varie fasi della missione. Tra i due sedili si trovano una tastiera, un timer, selezionatori di antenne e ponti radio, nonché indicatori di controllo di assetto. Frontalmente i piloti dispongono di un joystick utilizzato per far ruotare la navetta sui tre assi.
Per minimizzare lo spazio necessario per il cockpit, un ampio pannello di interruttori è stato posizionato sul soffitto dell'abitacolo. Sul pavimento, una pedaliera permette di ruotare il timone di coda della navetta come un aereo, durante l'ultima fase dell'atterraggio.

#### Ponte intermedio e dotazioni
Il ponte centrale è il luogo dove si svolge gran parte della vita dell'equipaggio. Fino a tre sedili (quattro per il Columbia tuttavia mai sfruttati completamente) potevano essere installati durante il lancio e al rientro per gli specialisti del carico utile.
Sulla destra è presente un bagno per gli astronauti mentre un angolo cottura permette all'equipaggio di preparare i pasti. Frontalmente sono installati orizzontalmente dei singoli compartimenti per il riposo che possono essere chiusi come armadi. L'equipaggio qui dispone anche di un tapis roulant che utilizzano per mantenere la loro forma fisica in assenza di peso.
Gli astronauti dispongono anche di presidi medici (SOMS, Shuttle Orbiter Medical System) che permettono la cura di malattie o lesioni lievi. Si compongono di una scatola blu (MBK, Medications and Bandage Kit) contenenti farmaci e materiali per fasciature e immobilizzazione di arti e una scatola blu con strisce rosse (EMK, Emergency Medical Kit) contenente un kit di pronto soccorso e dispositivi medici. Gli strumenti diagnostici di bordo e le informazioni fornite dall'equipaggio della navetta permettono il trattamento di lievi ferite o malesseri sotto la supervisione di medici che operano presso il centro di controllo missione di Houston.

#### La camera di equilibrio
La navetta dispone di una camera di equilibrio (o airlock) che permette all'equipaggio di effettuare passeggiate spaziali. Quando gli Stati Uniti decisero di partecipare al programma della stazione spaziale russa Mir, la camera venne modificata per permettere l'aggancio tra i due complessi. Questo sistema di aggancio è stato poi modificato per permettere l'aggancio con la Stazione spaziale internazionale.

### Il sistema di calcolo
Il sistema di calcolo della navetta consiste in 200 computer assegnati a ciascun sistema. I sistemi originali erano dei computer IBM modello 360 basati su processori Intel 8086, con sottosistemi di controllo video basati su microcontrollori RCA 1802, collegati a monitor analogici posti nella cabina di pilotaggio, similmente agli aerei di linea modello DC-10. Nelle ultime versioni la cabina di pilotaggio è basata su cinque computer APA-101S ridondanti basati su processori 80386 ed è dotata di sistemi a tutto display. I cinque calcolatori di bordo usano complessivamente circa 2 MB di memoria RAM a nuclei magnetici che, diversamente dalla normale RAM integrata a transistor, è completamente immune alle radiazioni. I computer impiegano il linguaggio di programmazione HAL/S. Come nella tradizione del Progetto Apollo-Sojuz, anche delle calcolatrici programmabili vengono portate a bordo (originariamente si usava il modello Hewlett-Packard 41C).
Durante le fasi "critiche" (lancio e atterraggio) i 5 computer che lavorano in parallelo eseguono gli stessi calcoli: ricevono le stesse informazioni e sono sincronizzati 440 volte al secondo. Per superare gli errori del software, le decisioni sono prese a maggioranza quando c'è discrepanza tra i risultati.

### Sistemi energetici

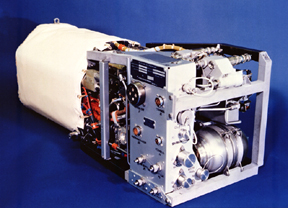
Una cella a combustibile usata nelle capsule spaziali.

Le navette spaziali sono alimentate a energia elettrica per mezzo di tre celle a combustibile. 2 832 kg di ossigeno sono distribuiti in otto serbatoi di 95,3 cm di diametro e 1 584 kg di idrogeno in quattro serbatoi di 115,6 cm di diametro. Queste 3 batterie garantiscono una tensione di 28 V per una intensità compresa tra 61 e 436 A. Le celle a combustibile producono acqua che dopo una filtrazione può essere utilizzata dagli astronauti. Le celle a combustibile sono un elemento critico dell'Orbiter. In diverse occasioni la durata della missione è stata accorciata a causa di loro guasti o malfunzionamenti.

### Idraulica
Il sistema idraulico dello Shuttle viene utilizzato per indirizzare gli ugelli del motore SSME e per estrarre il carrello di atterraggio. L'alimentazione è fornita da tre unità di potenza ausiliaria (APU, Auxiliary Power Unit), installate nella parte posteriore della navetta. Ognuna pesa circa 39 kg ed è in grado di fornire una potenza di 138 hp attraverso una turbina azionata dai gas emessi durante la decomposizione catalitica di idrazina a 930 °C, la turbina aziona poi una pompa con una portata di 4 litri al secondo. Il loro serbatoio di alimentazione contiene 134 kg di idrazina messa in pressione a 27 bar per mezzo di elio.

### Il serbatoio esterno

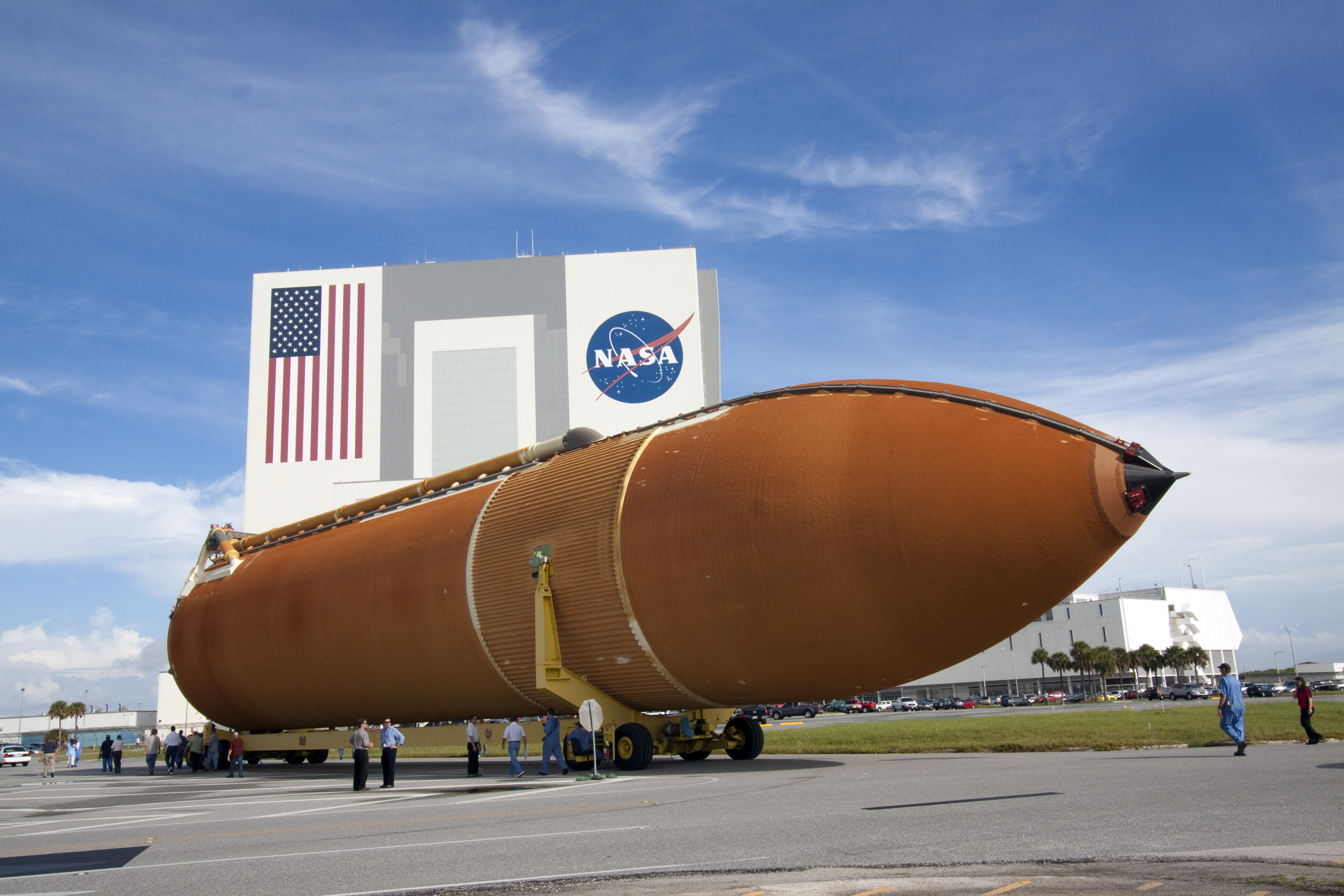
Il Serbatoio esterno transita davanti al VAB.

Il serbatoio esterno (chiamato anche external tank) contiene idrogeno e ossigeno liquidi.
Durante il decollo e l'ascesa dello Shuttle, esso fornisce il carburante e l'ossidante sotto pressione ai tre propulsori principali situati sull'Orbiter e viene espulso dopo 10 secondi dallo spegnimento dei propulsori principali (Main Engine Cut Off, in sigla MECO).
Il serbatoio è l'elemento più grande dello Space Shuttle e, quando viene riempito, anche il più pesante. È costituito da tre componenti principali: il serbatoio di prua dell'ossigeno, un serbatoio intermedio non pressurizzato che contiene la maggior parte dei componenti elettrici, il serbatoio di poppa dell'idrogeno.
Oltre alle funzioni di fornitura di carburante, il serbatoio costituisce anche la struttura portante dello Shuttle. Esso infatti fornisce il supporto strutturale per l'aggancio dei Solid Rocket Boosters e dell'Orbiter. I due punti di ancoraggio per gli SRB sono posizionati a poppa e a prua, mentre sono presenti un punto di aggancio a prua e due a poppa per l'Orbiter. Nell'area di poppa sono anche presenti dei collegamenti che trasportano fluidi, gas, segnali elettrici ed energia elettrica tra il serbatoio e l'orbiter. Anche i segnali e i controlli tra l'orbiter e i due SRB transitano tramite queste connessioni.
A differenza dei Solid Rocket Boosters, il Serbatoio Esterno non è riutilizzabile, si distrugge infatti durante il rientro nell'atmosfera terrestre prima dell'impatto con l'Oceano Indiano o l'Oceano Pacifico, lontano dalle rotte marittime.
Durante le missioni STS-1 e STS-2 il serbatoio esterno era verniciato di bianco per proteggere l'isolamento che riveste la maggior parte del serbatoio stesso. Miglioramenti di progetto e misure successive permisero di provare che la verniciatura non era necessaria, permettendo di risparmiare una frazione di peso apprezzabile, aumentando quindi il carico utile che è possibile portare in orbita.
Altre riduzioni di peso sono state ottenute eliminando alcune parti interne nel serbatoio dell'idrogeno che si sono mostrate non necessarie. Ne è risultato un modello di serbatoio esterno leggero che è stato poi adottato nella gran parte delle missioni dello Shuttle. Con il volo STS-91 si è visto l'impiego per la prima volta di un serbatoio esterno superleggero, realizzato con la lega alluminio-litio 2195, più leggero di 3,4 tonnellate rispetto all'ultima generazione di serbatoi leggeri. Poiché lo Shuttle non può volare senza equipaggio, tutti questi miglioramenti sono stati provati durante voli operativi.

### I razzi a propellente solido (booster)

Lancio dello Space Shuttle Columbia per la missione STS-3

I due razzi laterali (SRB - Solid Rocket Booster) riutilizzabili forniscono la spinta principale allo Shuttle al decollo e fino a un'altezza di 45,7 km. Inoltre essi portano l'intero peso del serbatoio esterno e dell'Orbiter e trasmettono il peso del carico attraverso la loro struttura alla Mobile Launcher Platform. Ogni SRB ha una spinta al decollo (a livello del mare) di circa 12,45 MN e poco dopo il lancio la spinta aumenta fino a 13,78 MN - 14,67 MN. Ogni SRB è lungo 45,5 m e ha un diametro di 3,7 m con un peso al lancio di 570 tonnellate, pari al 60% della massa totale al decollo. Il peso del carburante per ogni SRB è di 499 t e il peso a vuoto è di circa 87 t. Settantacinque secondi dopo la separazione dallo Shuttle gli SRB raggiungono l'apogeo a un'altezza di circa 67 km e tornano a terra rallentati da tre paracadute. Essi impattano nell'oceano a circa 226 km di distanza e vengono in seguito recuperati.
Gli elementi principali che costituiscono questo razzo sono il propulsore (involucro, carburante, sistema di accensione, ugello), la struttura, il sistema di separazione, gli strumenti di operazioni per il volo, l'avionica, le cariche pirotecniche, il sistema di decelerazione, il sistema di controllo vettoriale della spinta e il sistema di distruzione di sicurezza.
Ogni razzo è collegato al serbatoio esterno all'altezza della struttura di poppa tramite due supporti laterali e un collegamento diagonale. Sulla piattaforma di lancio ogni razzo è anche connesso alla mobile launcher platform al bordo esterno anteriore con quattro agganci esplosivi che vengono staccati al decollo.
Un SRB è costituito di sette segmenti di acciaio prodotti individualmente, assemblati a coppie dal costruttore e inviati al Kennedy Space Center tramite un treno per l'assemblaggio finale. I segmenti sono collegati assieme tramite un supporto circolare chiuso con tre guarnizioni O-ring (ne erano utilizzati due prima dell'incidente al Challenger) e uno speciale mastice termoresistente.
Molti miglioramenti agli SRB erano stati pianificati per migliorare le prestazioni e la sicurezza, ma non sono mai stati messi in pratica; erano culminati nel progetto Advanced SRB, che avrebbe dovuto essere prodotto nella metà degli anni novanta e che sarebbe stato notevolmente più semplice, economico e probabilmente più sicuro a fronte di prestazioni superiori, ma che è stato in seguito cancellato per tagliare i costi dopo che erano già stati investiti 2,2 miliardi di dollari. La cancellazione del progetto Advanced SRB ha portato allo sviluppo del serbatoio esterno superleggero, che dà una parte dell'aumento di carico utile senza miglioramenti dal punto di vista della sicurezza. Inoltre l'aeronautica ha sviluppato un proprio progetto di booster molto più leggero e in un singolo pezzo, ma anche questo è stato cancellato.

### Flotta
La NASA ha costruito cinque Orbiter, quattro operativi in orbita (ognuno dei quali con caratteristiche diverse): Challenger, Columbia, Discovery, Atlantis; dopo la distruzione del Challenger, venne costruito un sesto Orbiter, il quinto operativo in orbita: l'Endeavour.
- Enterprise (OV-101): consegnato alla NASA nel 1977, è stato il primo utilizzato per convalidare il trasporto della navetta sul retro del Boeing 747. Negli anni successivi Enterprise è stato utilizzato, entro l'atmosfera, per prove di volo, di vibrazione e per la validazione delle procedure di montaggio prima del lancio dello Shuttle al Kennedy Space Center. Nel 1985 la navetta, che non era attrezzata per missioni in orbita, è stata donata al Museo Nazionale dell'Aria e dello Spazio di Washington[61].
- Columbia (OV-102): è stato il primo Orbiter in servizio operativo. Ha effettuato 28 voli tra il 1981 e il 2003 prima di distruggersi durante il suo rientro in atmosfera il 1º febbraio 2003. Columbia pesava 3,6 tonnellate in più rispetto agli Orbiter seguenti[62]: le ali e la fusoliera risultavano essere più pesanti. Il Columbia era dotato di strumentazione usata per il controllo e il monitoraggio di moltissimi parametri di volo durante i primi voli di test[63].
- Challenger (OV-099, ex-STA-099): nel 1982 venne costruito il secondo Orbiter. Volò per la prima volta nel 1983 durante la missione STS-6. Rimase distrutto durante il lancio del suo decimo volo, STS-51-L, il 28 gennaio 1986.
- Discovery (OV-103): ha fatto il suo volo inaugurale nel 1984, durante la missione STS-41-D Ha completato 39 missioni arrivando a essere l'Orbiter con il maggior numero di voli. È stato ritirato dal servizio dopo la missione STS-133.
- Atlantis (OV 104): ha fatto il suo volo inaugurale nel 1985 per la missione STS-51-J. È stato ritirato dal servizio dopo la missione STS-135.
- Endeavour (OV-105): primo volo nel 1992 durante la missione STS-49. È stato costruito dopo la perdita del Challenger e ha compiuto 25 voli. È stato ritirato dal servizio dopo la missione STS-134.

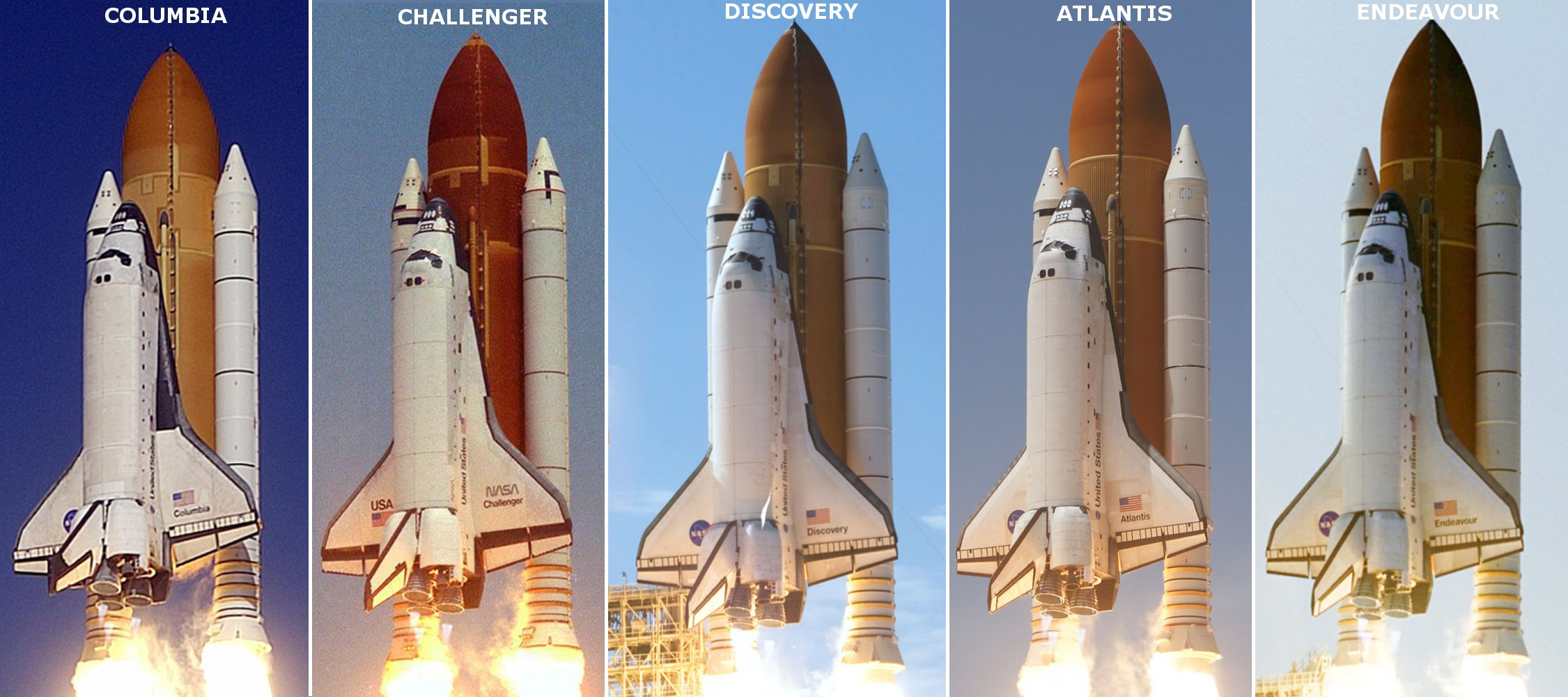
Gli Space Shuttle costruiti, in ordine cronologico (non raffigurato l'Enterprise).

Altre due navette sono state costruite per lo sviluppo del progetto:
- Pathfinder: costruito nel 1977 dal Marshall Space Flight Center è un modellino statico di legno e metallo in cui il peso, le dimensioni e la forma sono quasi uguali a un vero Orbiter. Venne utilizzato per convalidare alcune procedure a terra[64].
- Explorer (ora Independence): copia statica 1:1 di un Orbiter originale, costruita nel 1992, mai usata né per test né per missioni.

### Statistiche di volo
(al 9 marzo 2011)
| Shuttle    | Primo volo     | Tempo di volo     | Orbite | Distanza in km | Voli | Volo più lungo   | Equipaggio e passeggeri | EVA | Agganci con Mir/ISS | Satelliti messi in orbita |
| ---------- | -------------- | ----------------- | ------ | -------------- | ---- | ---------------- | ----------------------- | --- | ------------------- | ------------------------- |
| Atlantis   | 3 ottobre 1985 | 293g 18h 29m 37 s | 4 648  | 194 168 813    | 32   | 13g 20h 12 m 44s | 191                     | 32  | 7 / 11              | 14                        |
| Challenger | 4 aprile 1983  | 62g 07h 56m 15s   | 995    | 41 527 416     | 10   | 8g 05h 23m 33s   | 60                      | 6   | 0 / 0               | 10                        |
| Columbia   | 12 aprile 1981 | 300g 17h 40m 22s  | 4 808  | 201 497 772    | 28   | 17g 15h 53m 18s  | 160                     | 7   | 0 / 0               | 8                         |
| Discovery  | 30 agosto 1984 | 364g 12h 55m 31s  | 5 830  | 238 539 667    | 39   | 15g 02h 48m 08s  | 252                     | 47  | 1 / 13              | 31                        |
| Endeavour  | 7 maggio 1992  | 280g 09h 39m 44s  | 4 429  | 166 003 247    | 24   | 16g 15h 08m 48s  | 148                     | 46  | 1 / 10              | 3                         |
| Totale     |                | 1301g 18h 41m 29s | 20 710 | 841 736 915    | 133  | 17,66g (STS-80)  | 811                     | 138 | 9 / 34              | 66                        |

La missione più lunga è stata la STS-80, effettuata dal Columbia nel novembre 1996, della durata complessiva di 17 giorni, 15 ore, 53 minuti e 18 secondi.

## Svolgimento di una missione

### Preparazione

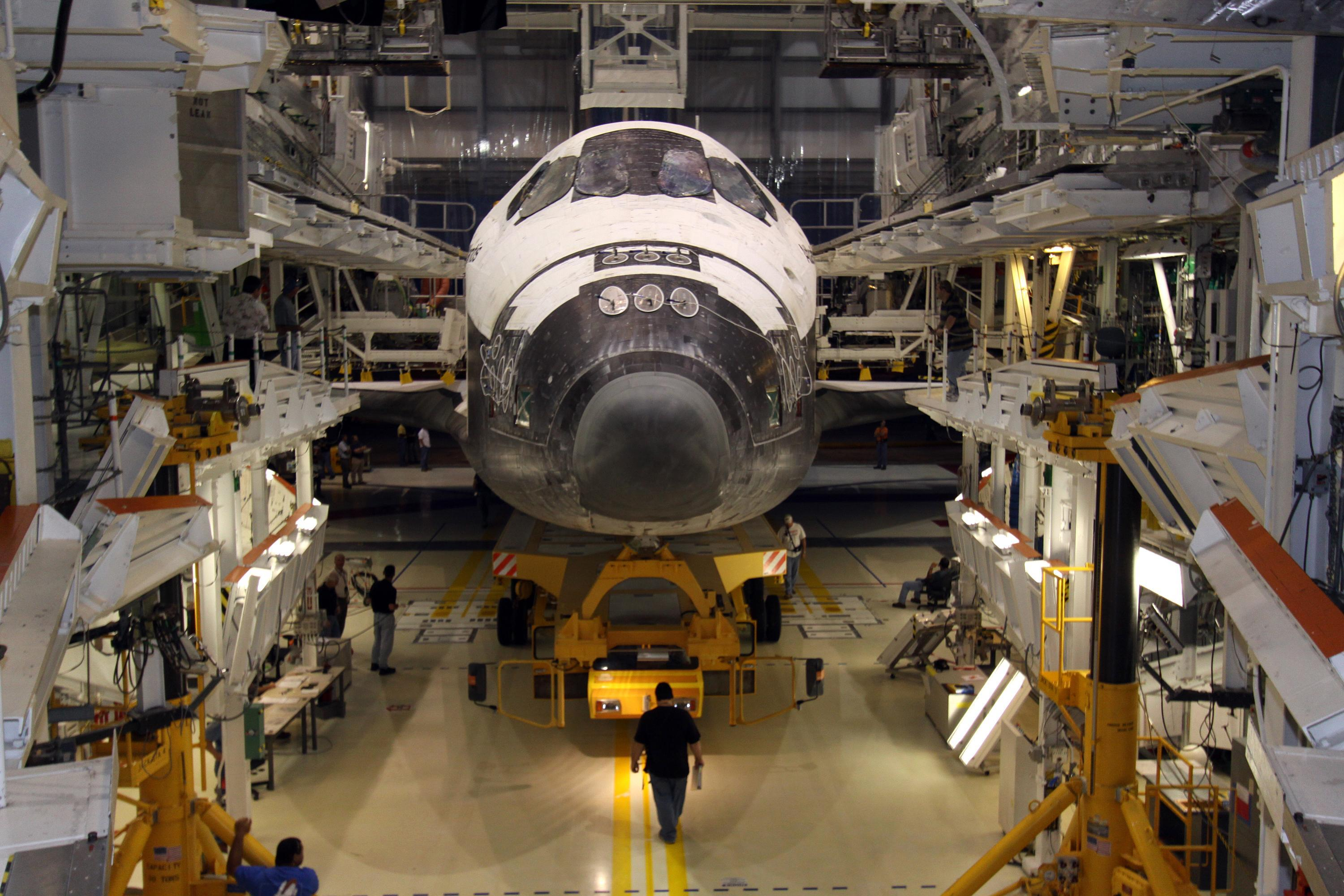
Atlantis nel Orbiter Processing Facility per la preparazione alla missione STS-129.

Dopo che l'Orbiter ha passato una revisione in uno dei tre edifici dedicati alla sua manutenzione (Orbiter Processing Facility, o OPF), situati al Kennedy Space Center in Florida, riceve una parte del carico utile della missione successiva e vengono caricati i materiali di consumo. L'Orbiter viene poi pesato al fine di determinare con precisione il suo centro di gravità, dato fondamentale per la corretta gestione dei parametri di volo da parte dei computer di bordo. Quindi la navetta viene trasferita al Vehicle Assembly Building (VAB), l'enorme edificio di assemblaggio costruito per i razzi Saturn V durante il programma Apollo. Qui viene messo in posizione verticale e vengono installati i due booster laterali e il serbatoio esterno. Per eseguire tali procedure, si utilizzano due carroponte di 200 tonnellate in grado di alzare la navetta a circa 100 metri. L'intero complesso viene posizionato sulla Mobile Launcher Platform che verrà utilizzata per spostarlo verso il luogo di lancio e come base per il decollo. Vengono poi testati i collegamenti meccanici ed elettrici tra i tre componenti e gli impianti di terra. Tutte queste verifiche richiedono, teoricamente, almeno sei giorni.

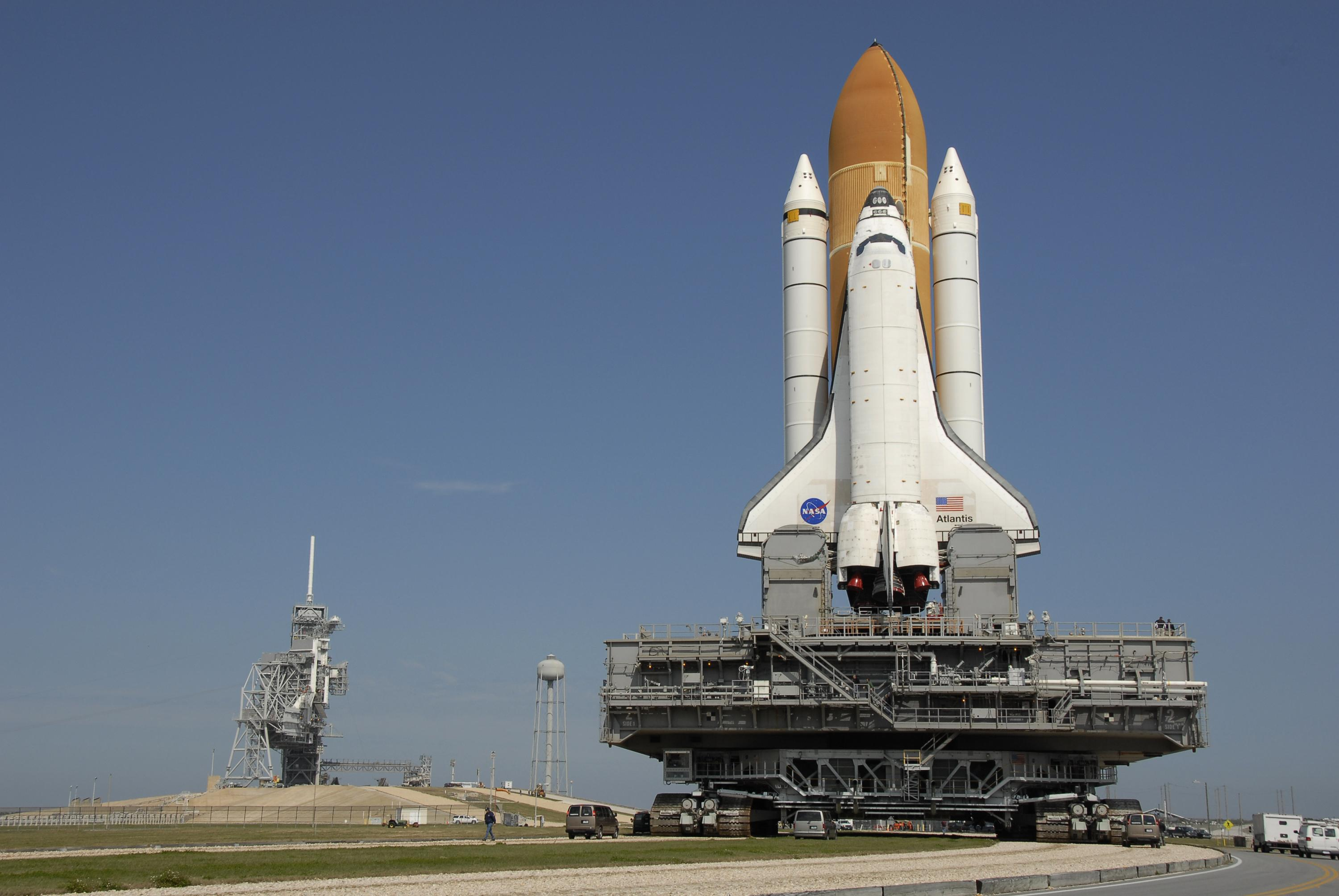
Atlantis viene spostato, tramite il Crawler-transporter, verso la zona di lancio.

Sotto la piattaforma di lancio mobile, viene inserito un veicolo cingolato (il Crawler-transporter) che permetterà di spostare l'intero complesso dal VAB fino alla rampa di lancio, muovendosi a una velocità inferiore a 2 km/h. Il veicolo, anch'esso un retaggio del programma Apollo, raggiunge la destinazione in circa 6 ore. Ogni rampa di lancio (39A e 39B) è dotata di strutture che permettono il completamento dei preparativi della navetta e cioè una torre metallica fissa (Fixed service structure o FSS) e una parte mobile (Rotaring service structure) che può ruotare per ricoprire l'intera stiva dell'Orbiter. La parte fissa contiene le linee di alimentazione dei propellenti e altre strumentazioni, nonché una passerella che permette all'equipaggio di entrare nella navetta. La parte mobile è costituita da 5 livelli di piattaforme che consentono di lavorare sul vano di carico in un ambiente controllato. Essa fornisce, inoltre, l'accesso alla zona del motore.
Il carico utile trasportato dalla navetta spesso include molti componenti. Alcuni di questi sono destinati a rimanere in orbita, come i componenti della Stazione spaziale internazionale, altri di fare ritorno sulla Terra come contenitori di esperimenti o strutture destinati al trasporto di materiali. Tutti gli elementi del carico vengono controllati, imballati e installati presso il Kennedy Space Center. Una parte è installata quando l'Orbiter è in orizzontale e il resto direttamente sulla rampa di lancio. Altre procedure svolte prima del lancio sono il caricamento del combustibile e la chiusura delle porte della stiva. L'ultima attività svolta prima del lancio è una simulazione dello stesso che viene effettuata con l'equipaggio a bordo. Il conto alla rovescia incomincia 47 ore prima del decollo e comprende una revisione generale dei sistemi e del software di volo installato. A T -11 ore (T = ora di partenza) la struttura mobile (RSS) viene rimossa e il caricamento di idrogeno e ossigeno liquido nel serbatoio esterno ha inizio.

### Lancio

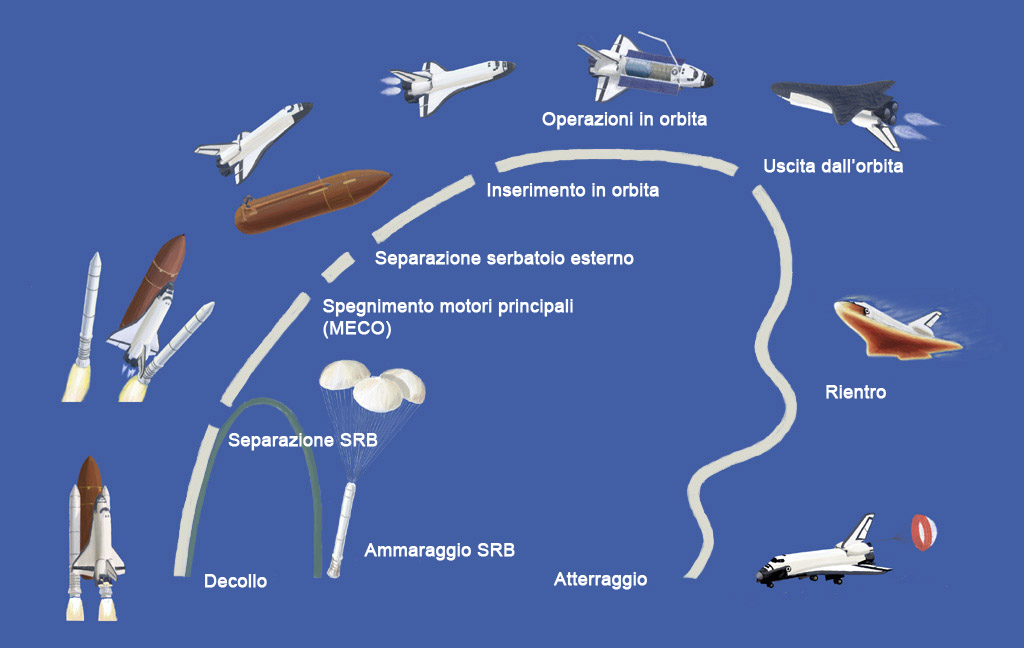
Schema di una tipica missione.

Tutte le missioni Shuttle sono lanciate dal Kennedy Space Center (KSC). Lo Shuttle Launch Weather Officer, il responsabile al monitoraggio delle condizioni meteorologiche, controlla la situazione per determinare se il lancio è possibile. In particolare, le condizioni devono essere accettabili anche in almeno un sito per l'atterraggio di emergenza, che viene chiamato Transatlantic Abort Landing site. Sono disponibili diversi siti per l'atterraggio dello Shuttle. Le condizioni meteorologiche accettabili escludono la presenza di fulmini poiché, nonostante lo Shuttle sia schermato elettricamente dalla sua superficie conduttrice (come avviene negli aerei di linea), durante il lancio la scia dei propulsori potrebbe fornire un percorso conduttivo del fulmine verso terra. Inoltre non può essere effettuato il lancio se sono presenti dei cumulonembi a incudine (cumulonimbus incus) entro 10 miglia nautiche (19 km).
Il giorno del lancio, dopo l'ultima pausa nel conteggio alla rovescia a T - 9 minuti, il pilota dello Shuttle incomincia i preparativi finali. In questo periodo il conteggio viene controllato automaticamente tramite computer del centro di controllo lancio, da un software chiamato Ground Launch Sequencer. Esso arresta automaticamente il lancio se rileva un problema critico a un qualunque sistema di bordo del velivolo.
A 16 secondi dal lancio, viene attivato il sistema di soppressione del suono chiamato Sound Suppression System. Esso consiste nel riempimento della Mobile Launcher Platform con 1 100 m³ di acqua in modo da proteggere l'Orbiter dall'energia acustica riflessa generata dallo scarico dei propulsori.

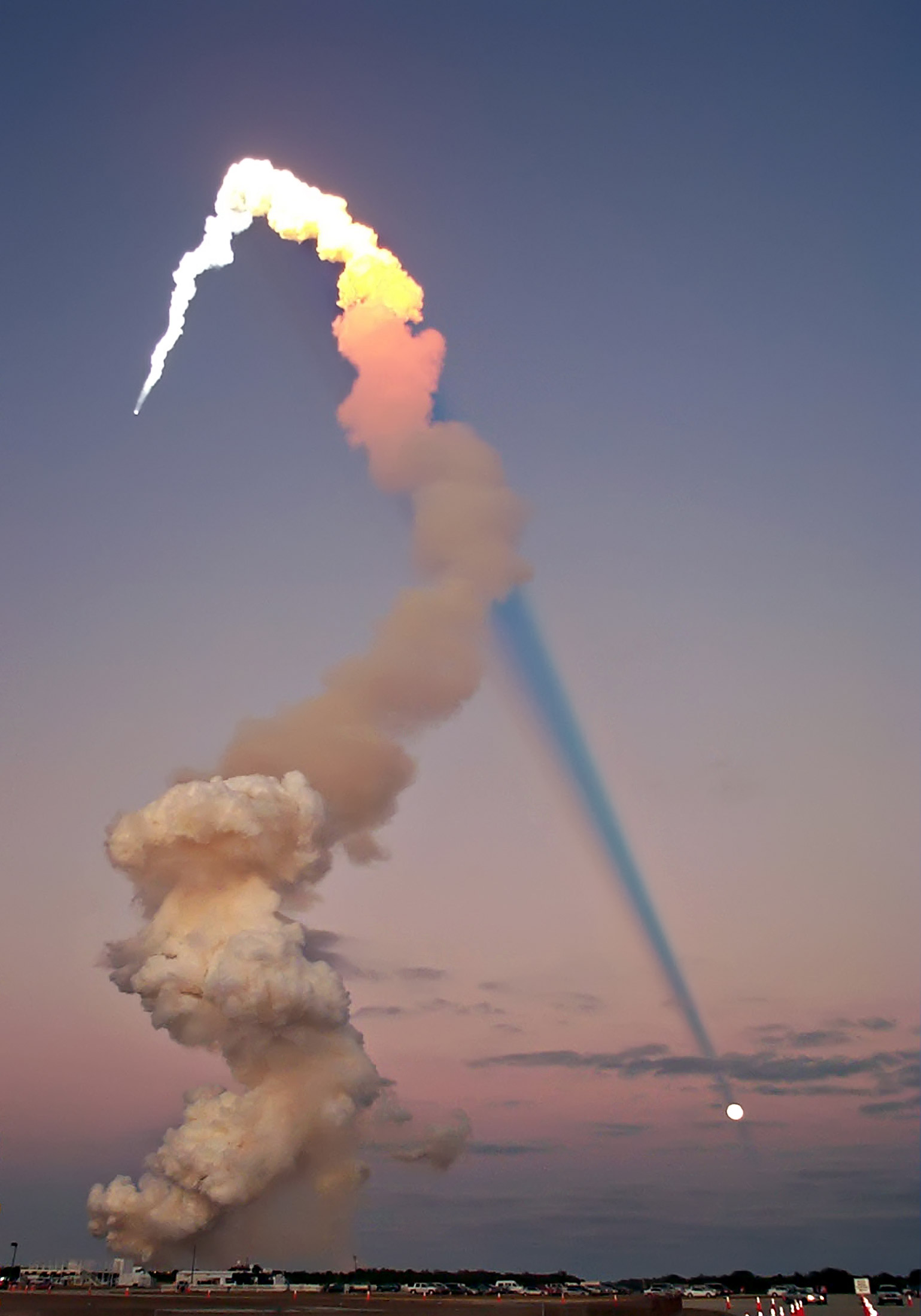
Lancio dello Shuttle Atlantis all'alba nel 2001. Il sole è dietro la telecamera e l'ombra dei gas di scarico interseca la Luna.

A 10 secondi dal lancio il pilota attiva i sistemi di accensione dell'idrogeno sotto ognuno dei tre ugelli dei propulsori dello Shuttle, in modo da eliminare eventuali gas stagnanti all'interno degli ugelli prima della partenza vera e propria. L'accumulo di questi gas potrebbe infatti provocare un'esplosione al momento dell'accensione. Viene incominciato, tramite le turbo pompe dei propulsori principali, il caricamento della camera di combustione con idrogeno e ossigeno liquidi.
A 6,6 secondi dal decollo il pilota accende i tre propulsori sull'orbiter e controlla che i essi raggiungano il 90% della spinta nominale prima di incominciare l'orientamento finale degli ugelli nella configurazione di lancio. Quando i tre propulsori si accendono, l'enorme calore dello scarico trasforma una grande quantità d'acqua del sistema di soppressione in vapore che si sprigiona dalla piattaforma di lancio. I tre propulsori devono raggiungere il 100% della spinta entro 3 secondi dall'accensione; se tutto procede come previsto, al momento del lancio vengono attivati i razzi a combustibile solido. Una volta accesi, essi non possono essere spenti. Dopo l'avvio dei propulsori dell'Orbiter, ma mentre i booster sono ancora connessi alla piattaforma di lancio, la differenza di spinta dei tre propulsori provoca lo spostamento dell'intero gruppo di componenti (booster, serbatoio e orbiter) di 2 metri. Quando anche gli SRB raggiungono una spinta stabile, 8 cariche pirotecniche NASA standard detonator (NSD) vengono fatte esplodere dal comandante per sganciare il velivolo dalla piattaforma di lancio.
Poco dopo aver superato la torre della piattaforma di lancio, il pilota dello Shuttle incomincia una manovra di rotazione per impostare l'inclinazione orbitale. Il velivolo sale nell'atmosfera compiendo un arco, accelerando man mano che il peso dei booster e del serbatoio diminuiscono. Quando si trova in orbita a un'altezza di circa 380 km la velocità è di 7,68 km/s (27650 km/h).

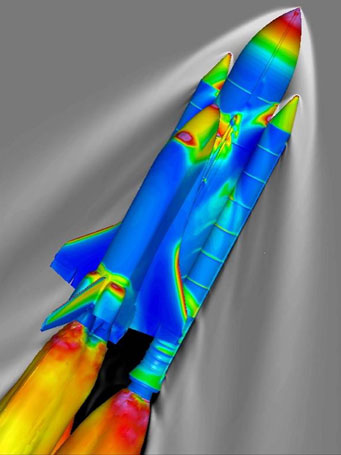
Lo Shuttle a Mach 2,46 e a un'altezza di. Le superfici del velivolo sono colorate in base al coefficiente di pressione e i contorni grigi rappresentano la variazione di densità dell'aria circostante. I valori sono calcolati con il software OVERFLOW.

Il punto, chiamato Max q, è quello in cui lo Shuttle subisce la massima pressione aerodinamica e per questo motivo la spinta dei tre propulsori è temporaneamente diminuita per evitare stress alla struttura, particolarmente vulnerabile in alcune zone come le ali. In questo punto avviene un fenomeno noto come singolarità di Prandtl-Glauert: il velivolo effettua la transizione a velocità supersonica e si formano delle nubi di condensazione attorno a esso.
Dopo 126 secondi dal lancio i booster sono esauriti e vengono distaccati dal velivolo attraverso l'attivazione di cariche esplosive e dei piccoli razzi di separazione che li allontanano dal resto del velivolo. Essi rientrano nell'atmosfera e sono rallentati da un sistema di paracadute fino all'ammaraggio nell'oceano. L'astronave continua ad accelerare verso l'orbita con i tre propulsori principali. Al momento del distacco dei booster, il velivolo ha un rapporto spinta-peso inferiore a 1 — ovvero i propulsori hanno spinta insufficiente per contrastare la forza di gravità e la velocità verticale diminuisce temporaneamente. Tuttavia, il peso del propellente diminuisce man mano che viene bruciato dai propulsori, e, dopo poco, il rapporto spinta-peso torna a essere maggiore di 1, aumentando l'accelerazione dello Shuttle (sempre più leggero) verso l'orbita.
La traiettoria a questo punto è molto piatta e quasi orizzontale. A circa 5 minuti e 45 secondi dopo la partenza, il pilota ruota la navicella per orientare le antenne di comunicazione verso i satelliti.
Nelle ultime decine di secondi di spinta dei propulsori, la massa del velivolo è sufficientemente bassa da richiedere la diminuzione della potenza di questi ultimi per limitare l'accelerazione a 3 g, per evitare un eccessivo stress fisico all'equipaggio.
I tre propulsori vengono spenti prima dell'esaurimento completo del carburante, poiché se fossero attivi in assenza di carburante si danneggerebbero gravemente. La quantità di ossigeno si esaurisce prima dell'idrogeno, poiché l'ossigeno liquido tende a reagire violentemente. Il serbatoio esterno viene sganciato attraverso cariche esplosive. Esso precipita nell'atmosfera disintegrandosi prima di toccare la superficie terrestre, generalmente sopra l'Oceano Indiano. La distruzione è agevolata dalla presenza di idrogeno al suo interno, che lo fa letteralmente esplodere, in modo da limitare la grandezza dei frammenti in caduta.
Il pilota allora attiva i propulsori Orbital maneuvering system (OMS) per allontanarsi dal serbatoio. Nelle missioni verso la stazione spaziale i propulsori di manovra vengono attivati quando i propulsori principali sono ancora in funzione. In questo modo l'Orbiter è in un percorso che, nel caso di malfunzionamento dei propulsori, lo riporterebbe in un sentiero di discesa verso la Terra.

#### Procedure per il lancio
Il lancio di una missione dello Space Shuttle è controllato da un conto alla rovescia. Due orologi vengono utilizzati per il suo calcolo. Uno non ufficiale, chiamato L (launch), indica il tempo reale rimanente al lancio e uno ufficiale, più spesso menzionato e chiamato T, che include diverse sospensioni (hold) in concomitanza con lo svolgimento di alcune verifiche preliminari. Le sospensioni previste potranno essere allungate, qualora i parametri della missione lo permettano, nel caso si presentasse la necessità di ulteriori verifiche o il dover correggere alcuni problemi. I lanci verso la Stazione Spaziale Internazionale non consentono di estendere le sospensioni per lungo tempo a causa della limitata finestra di lancio a disposizione (della durata di non più di 10 minuti).

#### Fasi principali del lancio
- T -43 ore e in funzione - Il Direttore dei Test dello Shuttle effettua la tradizionale chiamata alle postazioni e il display del conto alla rovescia viene attivato.
  - Incomincia il controllo finale del velivolo e delle attrezzature per il lancio
  - Controllo dei sistemi di volo di riserva
  - Controllo del software di volo memorizzato nelle unità di memoria di massa e dei display
  - Caricamento del software di volo di riserva nei computer di uso generale dell'Orbiter
  - Rimozione delle piattaforme del ponte intermedio e del ponte di volo
  - Attivazione e test dei sistemi di navigazione
  - Completamento della preparazione per caricare i reagenti e il sistema di distribuzione
  - Completamento delle ispezioni preliminari al ponte di volo
- T -27 ore e sospeso - Questa è la prima sospensione programmata e di solito dura quattro ore.
  - Allontanamento dalla piattaforma di lancio di tutto il personale non necessario
- T -27 ore e in funzione
  - Inizio delle operazioni per caricare i reagenti criogenici nei serbatoi delle celle a combustibile dell'Orbiter
- T -19 ore e sospeso - Questa sospensione programmata di solito dura quattro ore.
  - Distacco dell'unità ombelicale intermedia dell'Orbiter
- T -19 ore e in funzione
  - Incomincia la preparazione finale dei tre motori principali dell'astronave
  - Riempimento del serbatoio dell'acqua del sistema di soppressione acustica
  - Chiusura dei servizi della coda sulla piattaforma di lancio
- T -11 ore e sospeso - La durata di questa sospensione programmata varia, ma di solito dura dalle 12 alle 13 ore.
  - Preparazione dell'equipaggiamento degli astronauti
  - Spostamento della struttura di servizio rotante nella posizione "park"
  - Attivazione delle unità di misurazione inerziale e dei sistemi di comunicazione
- T -11 ore e in funzione
  - Inizio dei controlli funzionali del tracker stellare
  - Caricamento della pellicola nelle numerose cineprese sulla rampa di lancio
  - Attivazione delle celle a combustibile
  - Allontanamento dall'area a pericolo di esplosioni di tutto il personale non necessario
  - Passaggio dei depuratori dell'aria dell'orbiter all'azoto gassoso
- T -6 ore e sospeso - Questa sospensione programmata di solito dura due ore.
  - La squadra di lancio verifica che non ci siano violazioni dei criteri per il lancio prima di caricare il serbatoio esterno con i propellenti
  - Allontanamento di tutto il personale dalla piattaforma di lancio
  - Raffreddamento delle linee di trasferimento del propellente
  - Inizio del caricamento del serbatoio esterno con circa 1900 m³ di propellenti criogenici
- T -6 ore e in funzione
  - Conclusione del caricamento del serbatoio esterno con il carico di idrogeno liquido e ossigeno liquido
  - Il Final Inspection Team arriva alla rampa di lancio per effettuare una dettagliata ispezione del veicolo
- T -3 ore e sospeso - Questa sospensione programmata di solito dura due ore
  - Esecuzione della calibrazione pre-volo dell'unità di misurazione inerziale
  - Allineamento delle antenne dell'Area di Lancio di Merritt Island
- T -3 ore e in funzione

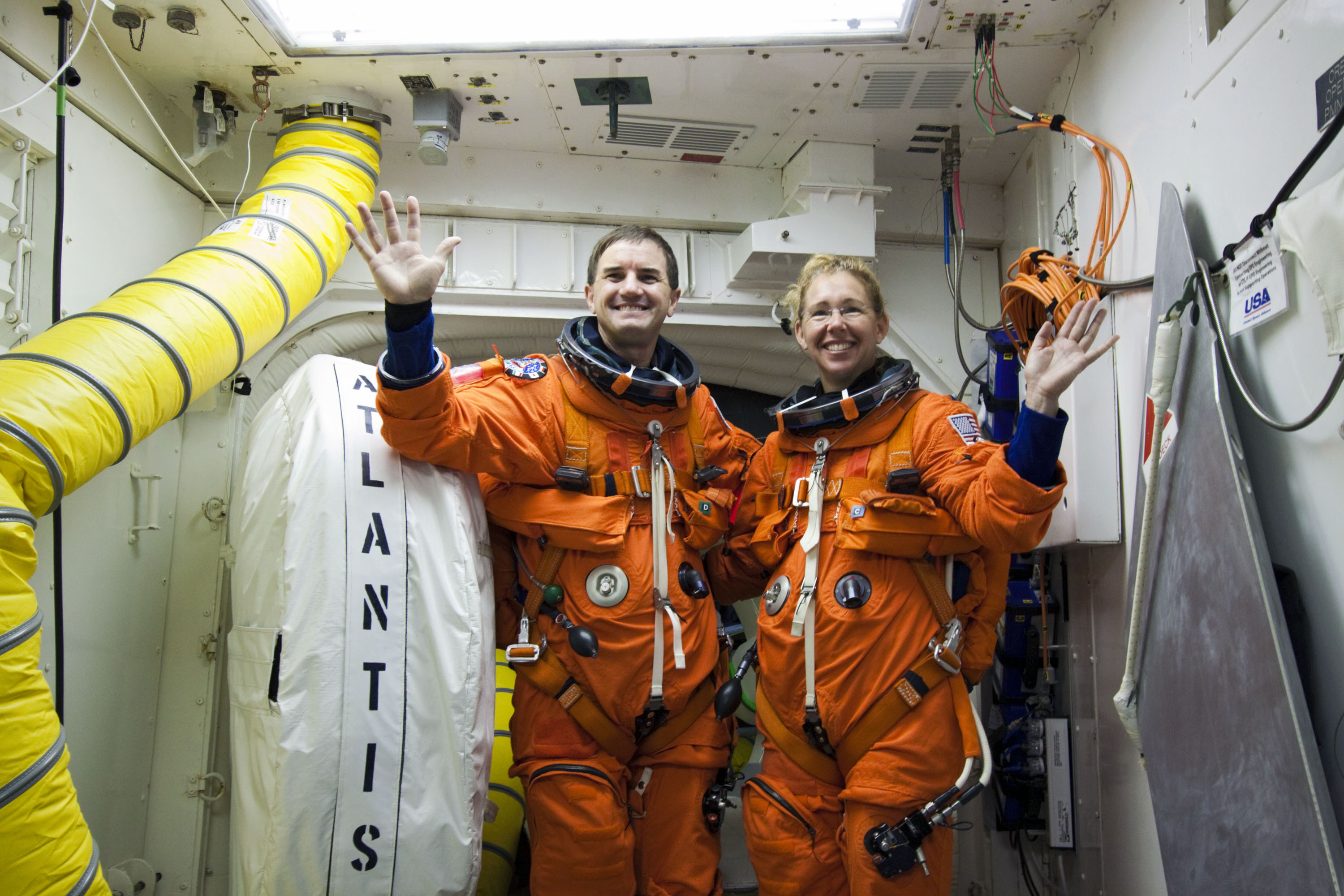
Gli astronauti Rex Walheim e Sandra Magnus stanno per entrare nello Space Shuttle Atlantis per la missione STS-135. Mancano poche ore al lancio.

- - L'equipaggio parte per la rampa di lancio
  - Completamento della preparazione per la chiusura della White Room della rampa di lancio
  - I membri dell'equipaggio incominciano a entrare nel l'astronave
  - Controllo del posizionamento degli interruttori della cabina di pilotaggio
  - Gli astronauti effettuano un controllo radio con il centro di controllo del lancio (Kennedy Space Center) e il controllo di missione (Johnson Space Center)
  - Chiusura del portellone della navicella e ricerca di eventuali perdite
  - Completamento della chiusura della White Room
  - La squadra addetta alla chiusura si reca alla zona di rientro
  - I dati principali del sistema di guida sono trasferiti al sistema di riserva
- T -20 minuti e sospeso - Questa sospensione programmata di solito dura 10 minuti.
  - Il Direttore dei Test dello Shuttle effettua l'ultimo briefing
  - Completamento dell'allineamento dell'unità di misurazione inerziale
- T -20 minuti e in funzione
  - Passaggio del computer di bordo dell'Orbiter alla configurazione di lancio
  - Inizio del condizionamento termico delle celle a combustibile
  - Chiusura delle valvole di sfiato della cabina della navicella
  - Passaggio del sistema di volo di riserva alla configurazione di lancio
- T -9 minuti e sospeso- Questa è l'ultima sospensione programmata e la lunghezza varia a seconda della missione.
  - Il direttore del lancio, la squadra di gestione della missione e il direttore dei test dello Shuttle chiedono ai propri team per un go/no go al lancio
- T -9 minuti e in funzione

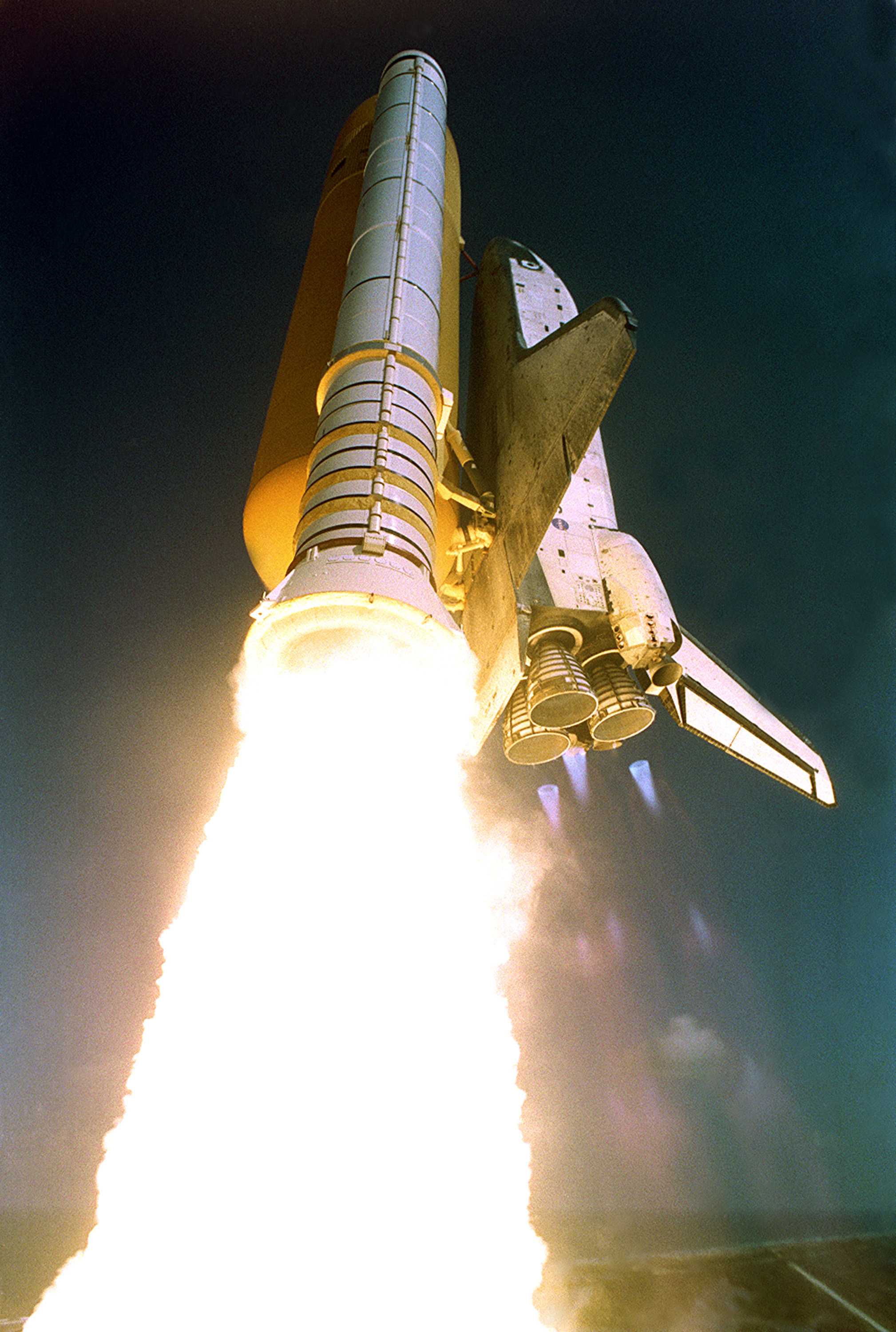
T-0: si accendono gli SRB e lo Space Shuttle decolla.

- - Ritrazione del braccio di accesso all'Orbiter (T-7 minuti, 30 secondi)
  - Avvio unità di registrazione della missione (T-6 minuti, 15 secondi)
  - Avvio delle unità di alimentazione ausiliarie (T-5 minuti, 0 secondi)
  - Avvio del recupero dell'ossigeno liquido (T-4 minuti, 55 secondi)
  - Pressurizzazione del serbatoio dell'ossigeno liquido (T-2 minuti, 55 secondi);
  - Ritrazione del braccio per lo sfiato dell'ossigeno gassoso, o "beanie cap" (T-2 minuti, 55 secondi)
  - I membri dell'equipaggio chiudono e bloccano le visiere dei caschi (T-2 minuti, 0 secondi)
  - Pressurizzazione del serbatoio dell'idrogeno liquido (T-1 minuto, 57 secondi)
  - Spegnimento riscaldatori bi-pod (T-1 minuto, 52 secondi)
  - Spegnimento dei riscaldatori dei giunti dei SRB (T-60 secondi)
  - L'Orbiter è alimentato solo dall'energia interna (T-50 secondi)
  - Attivazione del sistema di soppressione acustica della rampa di lancio (T-16 secondi)
  - Attivazione del sistema di combustione dell'idrogeno dei motori principali (T-10 secondi)
  - Accensione dei motori principali (T-6,6 secondi)
- T -0 
  - Accensione dei razzi a combustibile solido e decollo[79]

#### Cancellazione del lancio

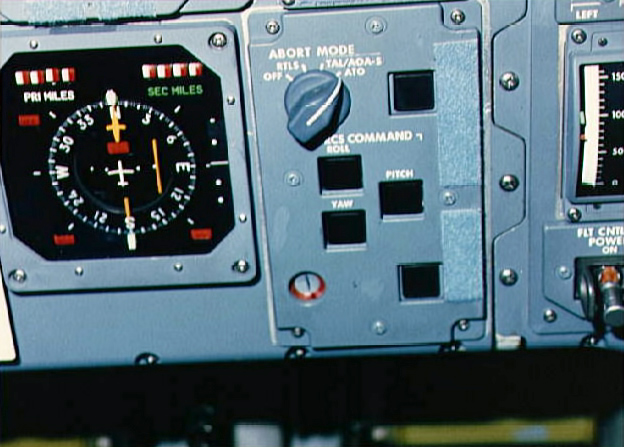
Pannello di selezione delle modalità di interruzione sullo Space Shuttle Challenger. Fotografia presa durante STS-51-F.

Nel caso di problemi durante il lancio, l'operazione dei razzi SRB non può essere fermata. Dopo l'accensione degli SRB, le modalità di cancellazione della missione possono essere applicate solo dopo che sono esauriti e sono stati sganciati. Sono previste le seguenti modalità di cancellazione:
- Ritorno al sito di lancio (RTLS, Return To Launch Site); non si è mai verificata
- Cancellazione con atterraggio nella Costa orientale (ECAL, East Coast Abort Landing); non si è mai verificata
- Cancellazione con atterraggio transoceanico (TAL, Transoceanic Abort Landing); non si è mai verificata[81]
- Cancellazione a lancio completato (AOA, Abort Once Around); non si è mai verificata
- Cancellazione verso un'orbita (ATO, Abort to Orbit); si è verificata durante la missione STS-51-F; ha costretto a ripianificare la missione, ma la missione è stata comunque dichiarata completata con successo[82].

La modalità di cancellazione dipende da quando, nella fase di ascesa, la cancellazione stessa si rende necessaria. Se l'idrogeno e l'ossigeno non sono necessari, vengono consumati deliberatamente in modo da poter abbandonare il serbatoio esterno in modo sicuro.
Una cancellazione con atterraggio transoceanico deve essere dichiarata in un intervallo di tempo che va approssimativamente da T+2min,30s (decollo più due minuti e trenta secondi) e lo spegnimento dei motori principali, a circa T+8min,30s L'atterraggio potrebbe avvenire nella Base Aerea di Ben Guerir, in Marocco; all'Aeroporto internazionale di Banjul, Gambia; nella Base Aerea di Saragozza o nella Base Aerea di Morón de la Frontera in Spagna.
Se l'Orbiter non riuscisse a raggiungere una pista, sarebbe costretto ad atterrare sul terreno o ad ammarare; è improbabile che l'equipaggio che si trovasse ancora a bordo possa sopravvivere.
Comunque, nel caso in cui lo Shuttle sia in volo planato controllato, il sistema di fuga per l'equipaggio permette l'evacuazione per mezzo di lancio con paracadute. Una particolare pertica permette ai membri dell'equipaggio di accedere a una via di fuga che conduce sotto l'ala sinistra dell'Orbiter.
Nei due incidenti che si sono verificati avvenne tutto così in fretta che si poté fare ben poco; l'unica contromisura ebbe luogo durante il volo STS-51: poiché i razzi SRB erano ancora accesi dopo che si erano separati dal resto del veicolo, furono fatti esplodere da un comando inviato dalla NASA che ha innescato delle cariche esplosive che sono installate a questo scopo.

### Rientro e atterraggio

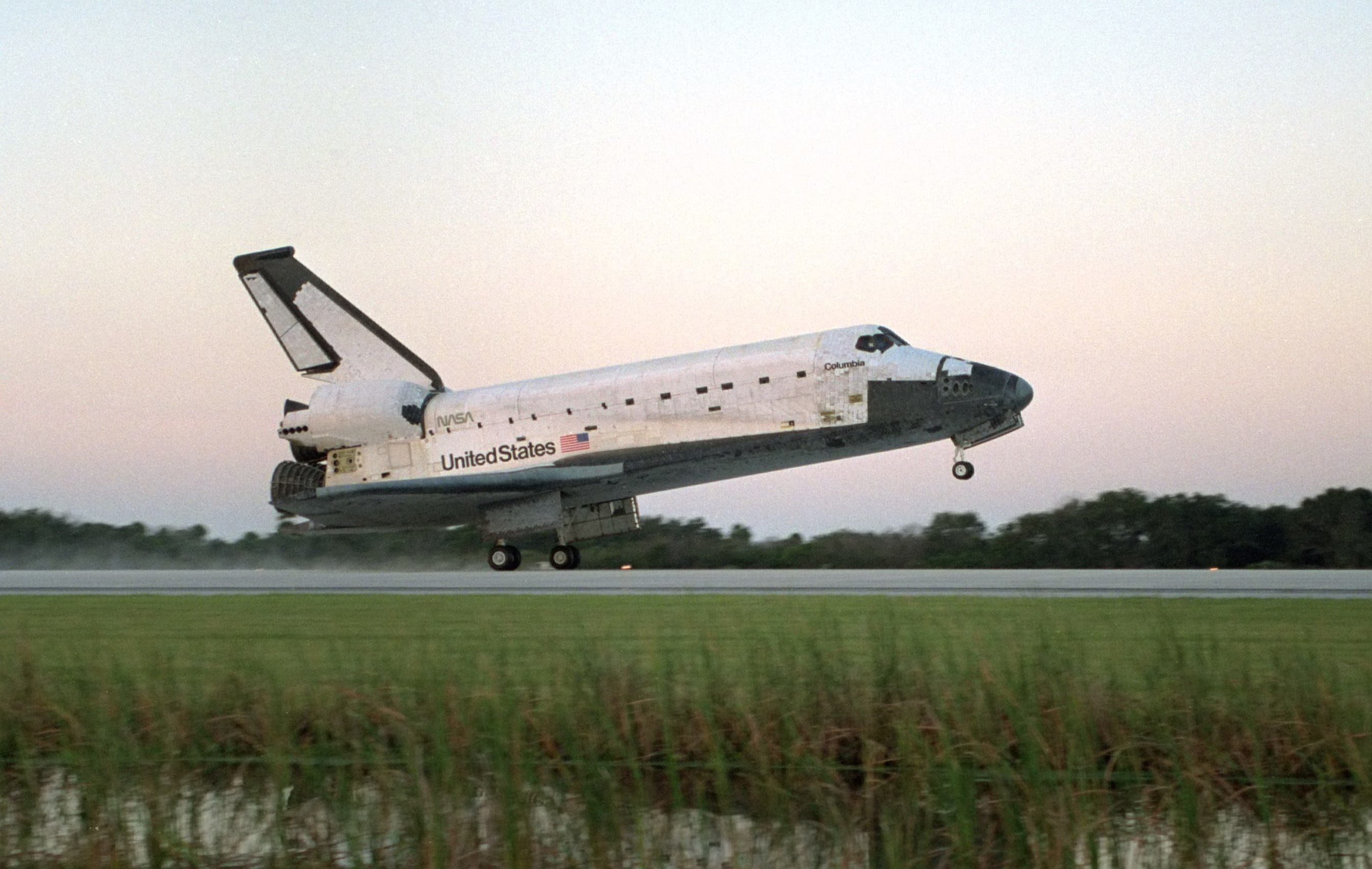
Il Columbia tocca la pista al Kennedy Space Center al termine della missione STS-73.

Quasi tutte le procedure di rientro atmosferico dello Shuttle sono controllate dai computer, anche se è sempre possibile accedere ai controlli manuali in caso di emergenza. L'avvicinamento e l'atterraggio possono essere controllate dal pilota automatico, ma normalmente sono effettuate dai piloti.
Il veicolo incomincia il rientro attivando i propulsori OMS di manovra, mentre vola "sottosopra" e con la coda dell'orbiter in direzione del movimento. I motori restano accesi per 3 minuti, riducendo la velocità dello Shuttle di circa 90 m/s e abbassando il suo perigeo verso l'atmosfera superiore. Successivamente ruota su sé stesso, ponendo la prua verso l'alto.
La densità dell'aria incomincia a manifestare i suoi effetti quando il velivolo si trova a 400 000 piedi (120 000 m) di altezza a una velocità di 8,2 km/s (Mach 25). Il veicolo in quel momento è controllato dai propulsori del Reaction Control System e dalle superfici di volo, in modo da mantenere un assetto cabrato di 40°. Questa posizione produce un notevole attrito che non solo rallenta l'Orbiter fino a raggiungere una velocità di atterraggio, ma diminuisce anche il riscaldamento esterno. Inoltre, il veicolo effettua un percorso con curve a "S" con angolo di virata di 70°.

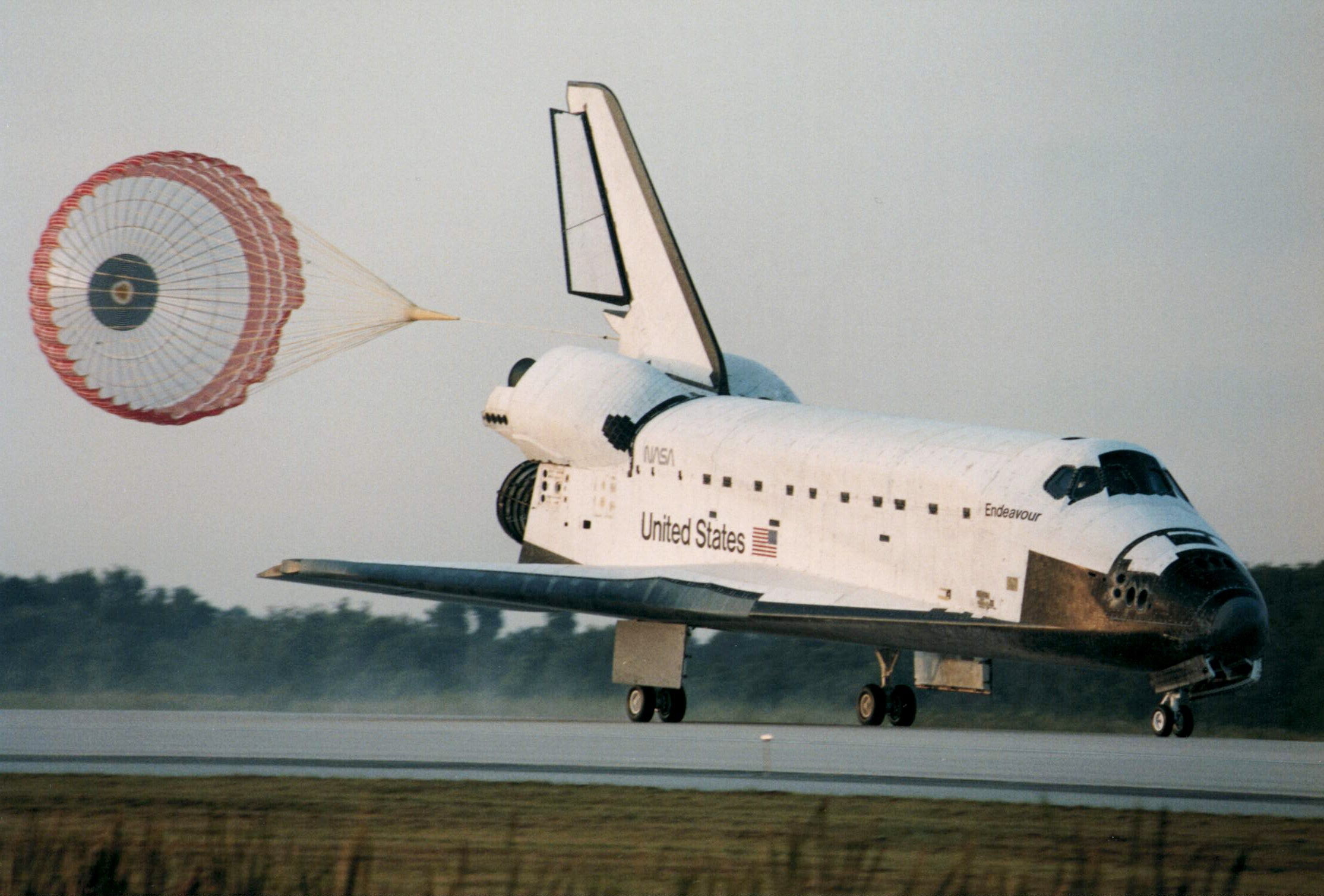
Endeavour dispiega il paracadute per aumentare la frenata.

Il rapporto massimo di planata (rapporto resistenza-portanza) muta considerevolmente con la velocità, passando da 1:1 a velocità ipersoniche, 2:1 a velocità supersoniche fino a raggiungere 4,5:1 in volo subsonico durante l'avvicinamento e l'atterraggio.
Nell'atmosfera inferiore l'Orbiter si sposta come un "aliante", tranne per la velocità di discesa considerevolmente più elevata (50 m/s).
Quando ha rallentato a circa Mach 3, vengono attivate due sonde sulla parte destra e sinistra della fusoliera inferiore dell'Orbiter, per misurare la pressione atmosferica in relazione al movimento del veicolo.
Quando incomincia la fase di avvicinamento e atterraggio, l'Orbiter si trova a 3 000 m di altezza e a una distanza di 12 km dalla pista. I piloti applicano i freni aerodinamici per rallentare il velivolo da 682 km/h a circa 346 km/h (velocità finale di atterraggio). Il carrello di atterraggio viene fatto scendere quando l'Orbiter si muove a 430 km/h.
Quando le ruote toccano la pista, per aiutare i freni, viene dispiegato un paracadute che si sgancia quando ha rallentato l'Orbiter a circa 110 km/h.
Dopo l'atterraggio, il veicolo si arresta sulla pista per diversi minuti in modo da disperdere i velenosi vapori di idrazina, utilizzata come carburante sia nel reaction control system sia nelle tre auxiliary power unit. Inoltre è necessario attendere un certo periodo di tempo per far raffreddare la fusoliera esterna prima di poter far scendere gli astronauti.

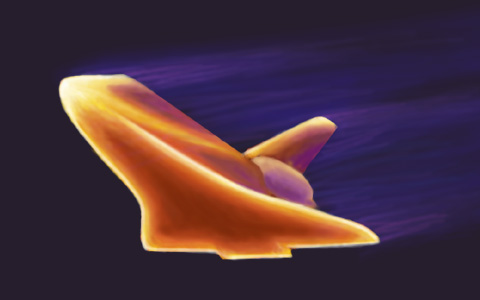
Simulazione dello scudo termico esterno dello Shuttle a una temperatura superiore ai 1.500 °C durante il rientro.
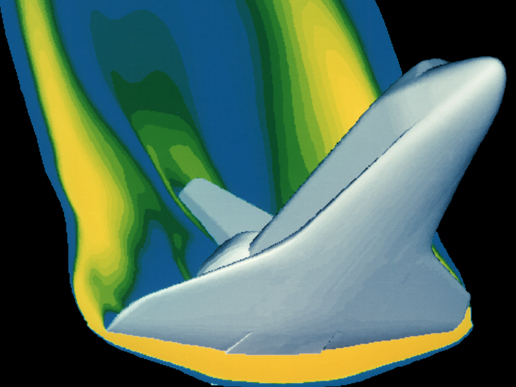
Una simulazione al computer della velocità dei flussi d'aria attorno allo Shuttle durante il rientro.
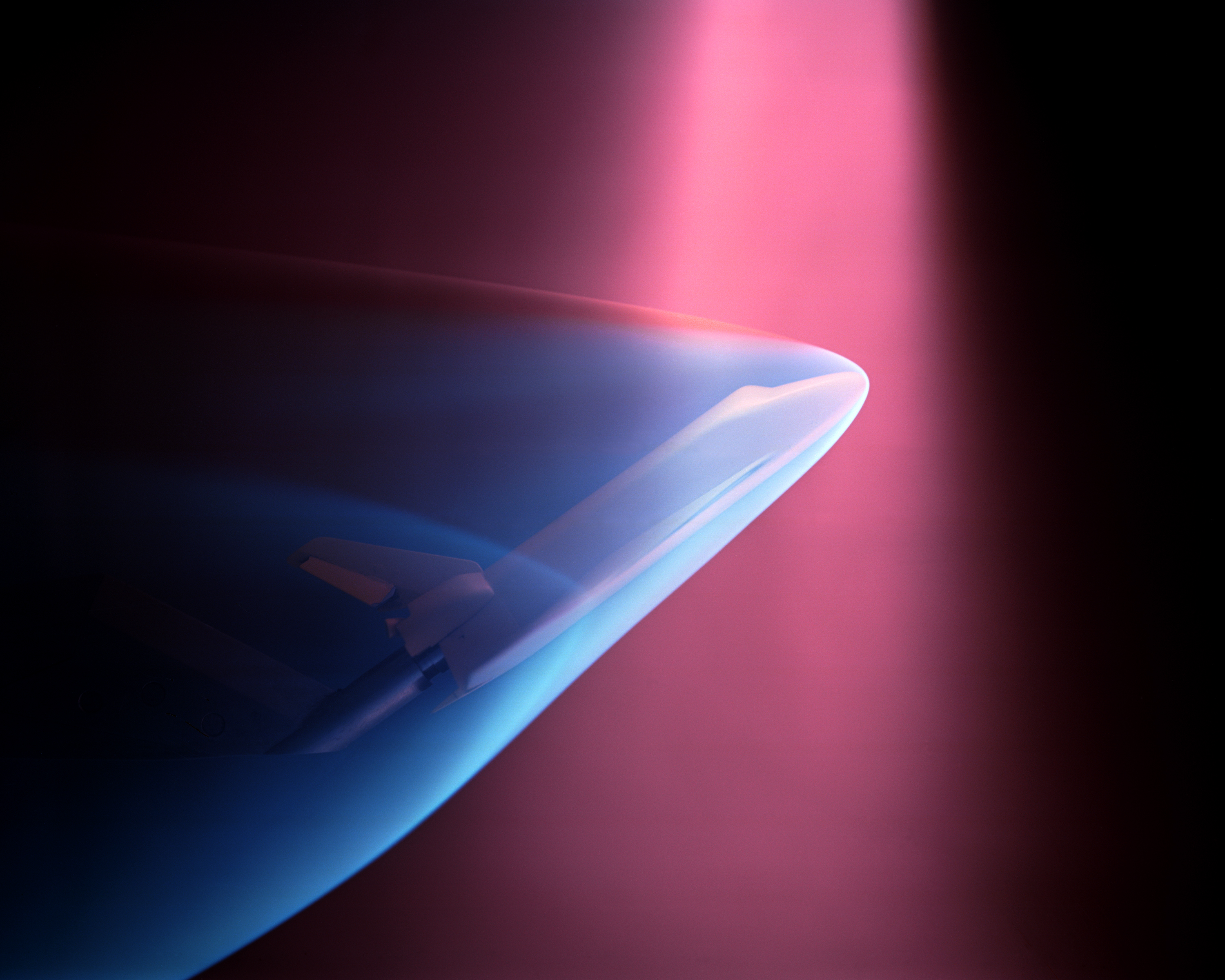
Un modello di Shuttle sottoposto a test in una galleria del vento nel 1975. Il test simulava i gas ionizzati che circondano lo Shuttle durante il rientro.

#### Procedure per l'atterraggio
Per incominciare l'atterraggio, l'Orbiter ruota in modo da tenere la coda nella direzione dell'orbita ed effettua un'accensione dei propulsori detta Deorbit Burn, per uscire dall'orbita. Questa accensione infatti rallenta la navetta ed essa incomincia la discesa verso l'atmosfera terrestre. L'accensione dura dai tre ai quattro minuti e l'atterraggio avviene circa un'ora dopo. Il momento dell'accensione viene chiamato Time of Ignition - TIG.

#### Fasi principali dell'atterraggio
- TIG-4 ore
  - Inizio preparazione per l'atterraggio
  - Computer di bordo configurati per il rientro
  - Sistemi idraulici che comandano le superfici aerodinamiche configurati per il rientro
- TIG-3 ore
  - Chiusura della stiva di carico
  - Conferma del Controllo Missione
- TIG-2 ore
  - L'equipaggio indossa le tute di lancio e si fissa ai sedili
- TIG-1 ora
  - Conferma del Controllo missione per l'accensione per l'uscita dall'orbita
- TIG
  - Accensione propulsori per 3 o 4 minuti
- Atterraggio - 30 minuti
  - L'Orbiter e il suo equipaggio incominciano a sentire gli effetti dell'atmosfera. A questo punto l'Orbiter si trova a circa 80 miglia (129 km) di altezza ed è il punto dell'Entry Interface o Interfaccia d'ingresso.
  - Per rallentare la discesa, l'Orbiter effettua una serie di quattro virate di 80° formando una "S"
- Atterraggio - 5 minuti
  - L'Orbiter continua a rallentare la sua velocità e il comandante prende il controllo manuale del velivolo, scendendo a 19°
- Atterraggio - 15 secondi
  - Estensione del carrello di atterraggio
- Atterraggio
  - L'Orbiter tocca la pista a una velocità compresa tra 344 km/h e 363 km/h
  - Pochi istanti dopo viene aperto il paracadute per rallentare.

#### Siti di atterraggio
Condizioni permettendo, lo Shuttle atterrava sempre al Kennedy Space Center, su un'apposita pista dotata di sufficiente lunghezza e pavimentata con uno speciale calcestruzzo ad alto coefficiente d'attrito, per permettere la decelerazione; tuttavia, se la situazione meteorologica non avesse reso possibile l'atterraggio, era possibile utilizzare la base di Edwards in California o altre piste di atterraggio. Lo Space Shuttle Columbia, durante la missione STS-3, atterrò anche alla White Sands Missile Range nel Nuovo Messico, anche se questo sito era considerato come ultima scelta poiché gli ingegneri temevano che la sabbia potesse danneggiare la parte esterna dell'Orbiter.

### Le operazioni di manutenzione

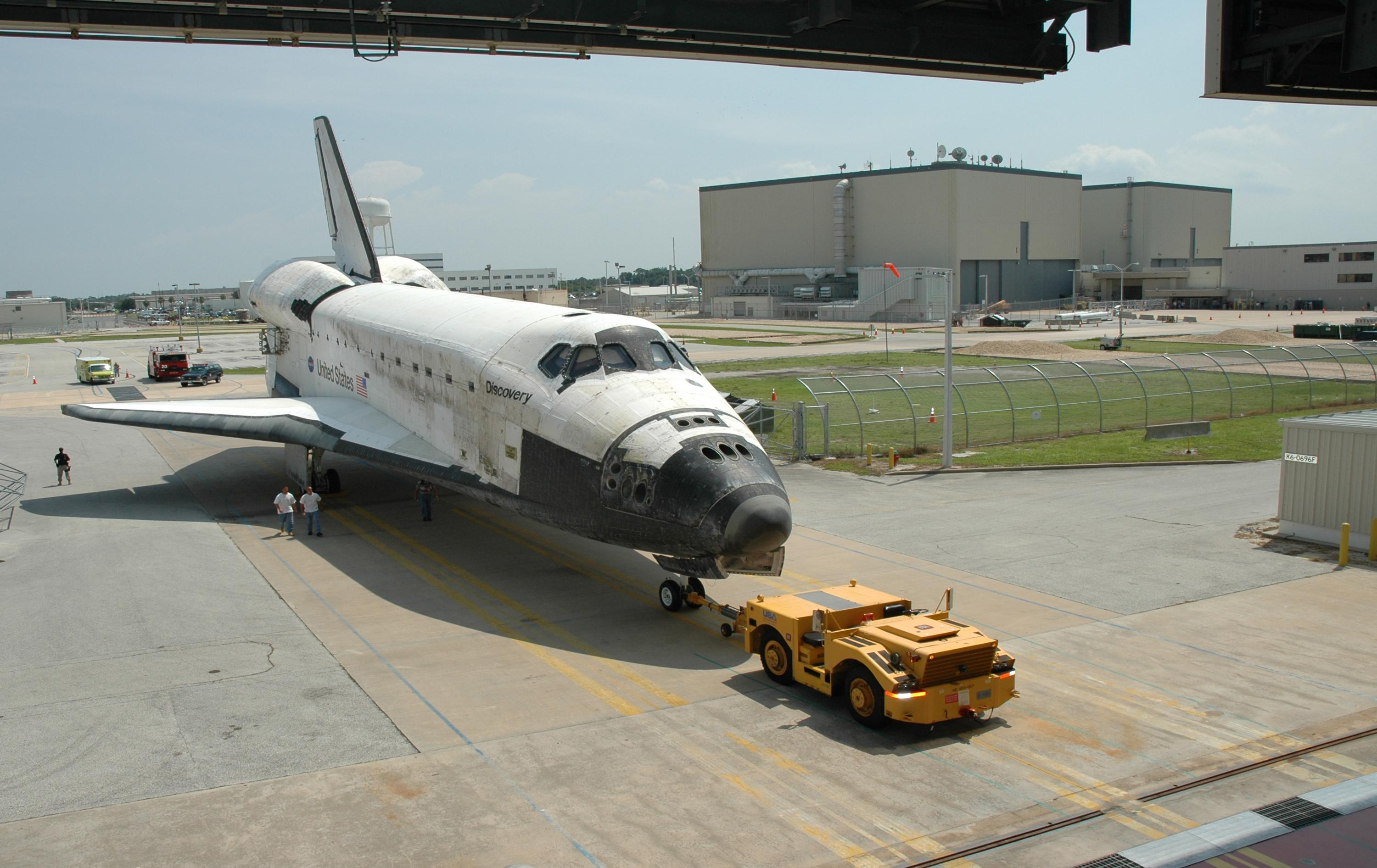
Lo Shuttle Discovery viene portato nell'OPF al termine della missione STS-114.

Al termine della missione, l'Orbiter viene spostato in uno dei tre edifici dedicati (Orbiter Processing Facility OPF) che si trovano al Kennedy Space Center, in cui vengono eseguite le operazioni di manutenzione ordinaria. L'Orbiter viene sollevato da diverse piattaforme mobili che permettono l'accesso alle diverse parti della navetta. Per prima cosa vengono aperte le porte del vano carico ed estratto il carico utile della missione precedente. Molte altre componenti vengono poi rimosse per essere analizzate con più cura, tra cui i tre motori principali (SSME) che vengono revisionati in un edificio dedicato (Main Engine Processing Facility).
Lo scudo termico viene analizzato mattonella per mattonella e quelle che risultano danneggiate o mostrano segni di cedimento vengono sostituite. Vengono analizzati e corretti i malfunzionamenti che si sono verificati nell'ultima missione. Il carrello di atterraggio e altre componenti strutturali vengono accuratamente ispezionati. La manutenzione e la configurazione dell'Orbiter per la missione successiva ha mediamente la durata di meno di 100 giorni.

#### Aggiornamenti
Le operazioni di manutenzione e aggiornamento vengono eseguite periodicamente con due obiettivi principali: limitare il rischio e ridurre i costi di manutenzione. Alcuni aggiornamenti apportati nel 2000 hanno avuto lo scopo di ridurre il rischio di perdita della navetta durante la fase di ascesa e di migliorare le informazioni a disposizione delle squadre di emergenza. Queste migliorie hanno ridotto il rischio di perdita della navetta da 1/248 a 1/483. Questo rischio, stimato a 1/78 nel 1988 per la missione STS-26, fu ridotto a 1/248 agendo soprattutto sull'affidabilità degli SSME.
Tra i più importanti aggiornamenti effettuati sulla navetta si possono citare:
- Rafforzamento del carrello per consentire l'atterraggio dello Shuttle alla Shuttle Landing Facility;
- L'installazione della camera di compensazione e sistema di ancoraggio nel vano di carico dello Shuttle per l'attracco con la stazione spaziale Mir;
- L'installazione di un glass cockpit di moderna concezione in cabina di comando al posto della strumentazione analogica.
- L'aumento della potenza massima dei motori SSME portati, dopo varie modifiche, al 109% della potenza originale (ma in condizioni normali non si supera il 104%).

## Tipologie di missioni
Lo Space Shuttle è stato progettato come un veicolo dotato di grande versatilità. Durante la sua vita operativa è stato impiegato per il trasporto di grandi carichi verso diverse orbite, per il trasferimento dell'equipaggio della Stazione spaziale internazionale e per effettuare missioni di manutenzione come quelle sul telescopio spaziale Hubble.

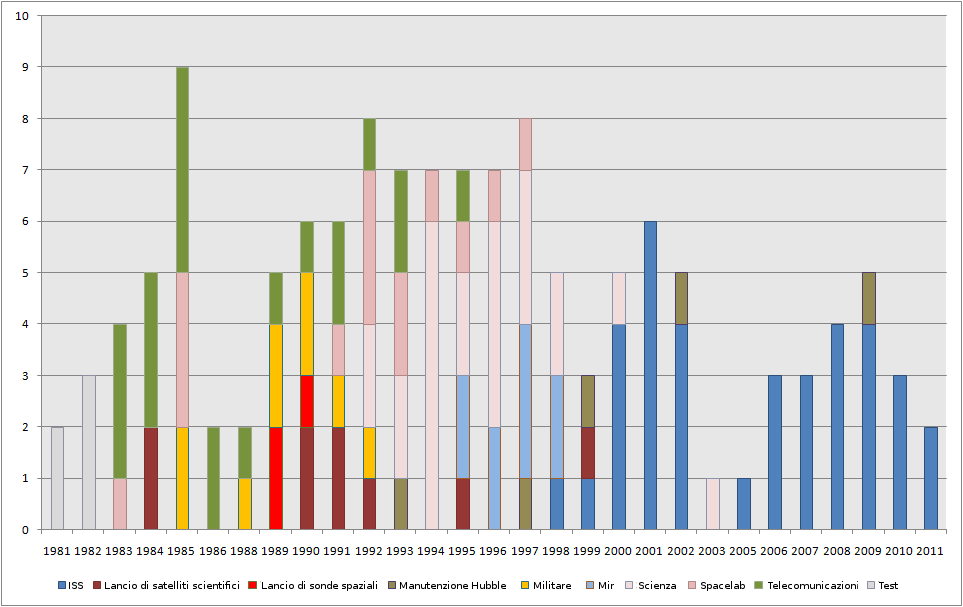
Tipologie di missione negli anni di operatività.

### Lancio e manutenzione di satelliti

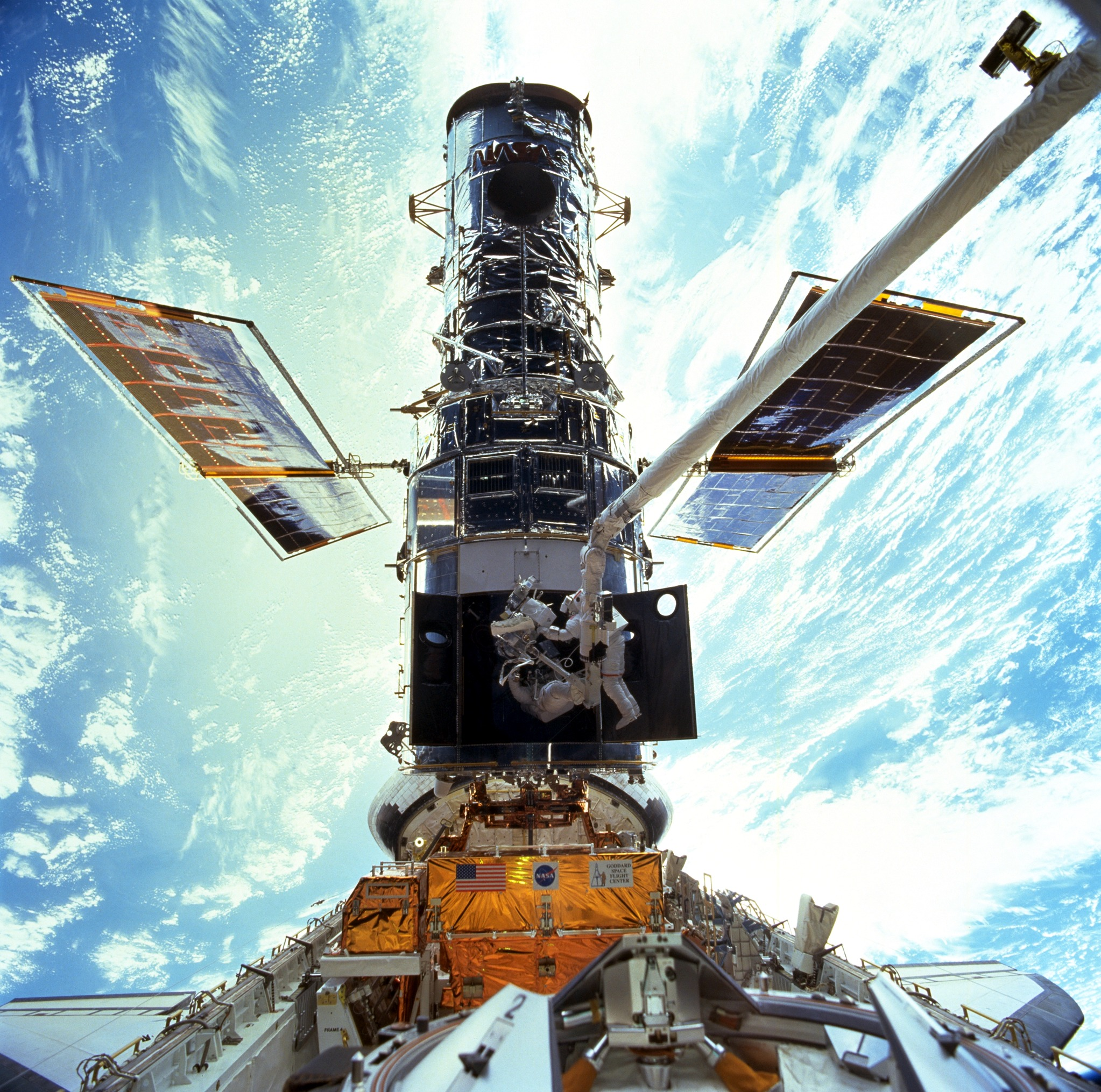
I lavori sul telescopio spaziale Hubble nel corso della missione STS-103.

All'inizio della fase operativa dello Space Shuttle, il suo principale compito era quello di inserire in orbita satelliti. La NASA sperava di abbassare i costi di lancio grazie alla riusabilità della navetta. Durante la prima missione operativa, STS-5, che seguiva i primi voli di test, il Columbia ha messo in orbita bassa i satelliti di comunicazione Anik C-3 e SBS-C che poi raggiunsero l'orbita geostazionaria utilizzando il proprio motore. Anche le tre missioni successive furono dedicate al lancio di satelliti.
Lo Shuttle è l'unico veicolo spaziale capace di riportare i satelliti sulla Terra. La prima missione di questo tipo è stata la STS-51-A. La navetta è anche in grado di raggiungere satelliti e agganciarli in modo da permettere all'equipaggio di effettuare delle riparazioni. Il caso più noto è quello del telescopio spaziale Hubble: cinque missioni dello Space Shuttle sono state dedicate ai lavori di manutenzione al fine di estenderne la vita operativa. La prima missione ha potuto salvare il telescopio spaziale che inizialmente non era in grado di funzionare a seguito di un errore di progettazione. L'ultima missione per questo scopo, la STS-125, ha avuto luogo nel 2009.
Dopo il disastro del Challenger nel 1986, venne deciso che la navetta non avrebbe più portato satelliti commerciali in orbita ma solo satelliti militari, scientifici e governativi. Il lancio di questi risultò, al contrario delle aspettative, molto costoso e a poco a poco si è tornati a utilizzare lanciatori convenzionali. L'ultima missione dello Shuttle per lanciare un satellite è stata la STS-93 che mise in orbita il Chandra durante l'estate 1999.

### Lancio di sonde spaziali
Lo Shuttle era stato concepito anche per il lancio di sonde spaziali e a tal fine, nell'ambito del progetto Shuttle-Centaur, era stata sviluppata una versione del razzo Centaur adatta a essere trasportata dalla navetta spaziale. Dopo il disastro del Challenger del 1986, il trasporto del Centaur venne ritenuto pericoloso e al suo posto si preferì utilizzare l'Inertial Upper Stage. La navetta spaziale ha lanciato alcune importanti sonde interplanetarie, come: la sonda Magellano, la sonda Galileo e la sonda Ulysses; in seguito, per il lancio delle sonde si è tornati ai lanciatori convenzionali.

### Laboratorio spaziale

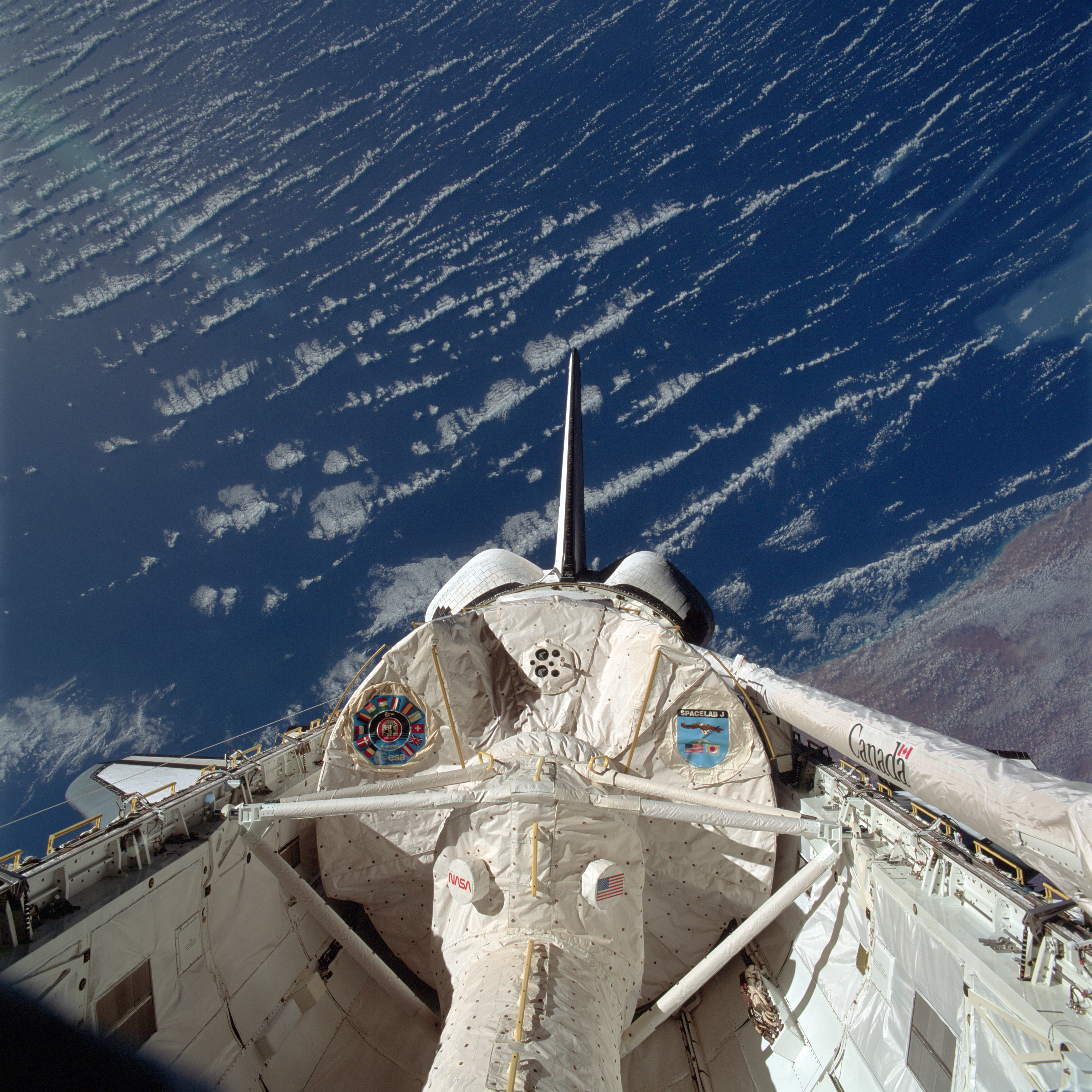
Lo Spacelab installato nella stiva.

La ricerca nel campo della microgravità è stato un altro importante obbiettivo delle missioni Shuttle. La navetta offre una piattaforma flessibile che consente di eseguire esperimenti di qualsiasi tipo. Il vano carico può ospitare esperimenti esposti in vuoto o in un modulo pressurizzato in cui l'equipaggio può svolgere attività di ricerca, in ambiente vivibile. Il primo laboratorio di questo tipo è stato lo Spacelab sviluppato dalla Agenzia spaziale europea, il cui volo inaugurale ha avuto luogo durante la missione STS-9 nel novembre 1983. Spacelab ha partecipato a 22 missioni Shuttle, l'ultimo volo si è avuto nel 1998 con la STS-90.
Lo Spacehab fu il successore di Spacelab. Molto più flessibile, lo spazio laboratorio poteva essere utilizzato anche per trasporto materiale verso la Stazione Spaziale Internazionale. L'ultima missione dedicata esclusivamente alla ricerca è stata la STS-107 dello Space Shuttle Columbia, esploso poi nella fase di rientro.
Anche le missioni Shuttle che non sono principalmente finalizzate alla ricerca scientifica portano con sé esperimenti. Spesso nel vano di carico vengono inseriti esperimenti scientifici che vengono eseguiti automaticamente. L'equipaggio spesso svolge anche esperimenti sul ponte della navetta, durante la permanenza in orbita.

### A servizio delle stazioni spaziali

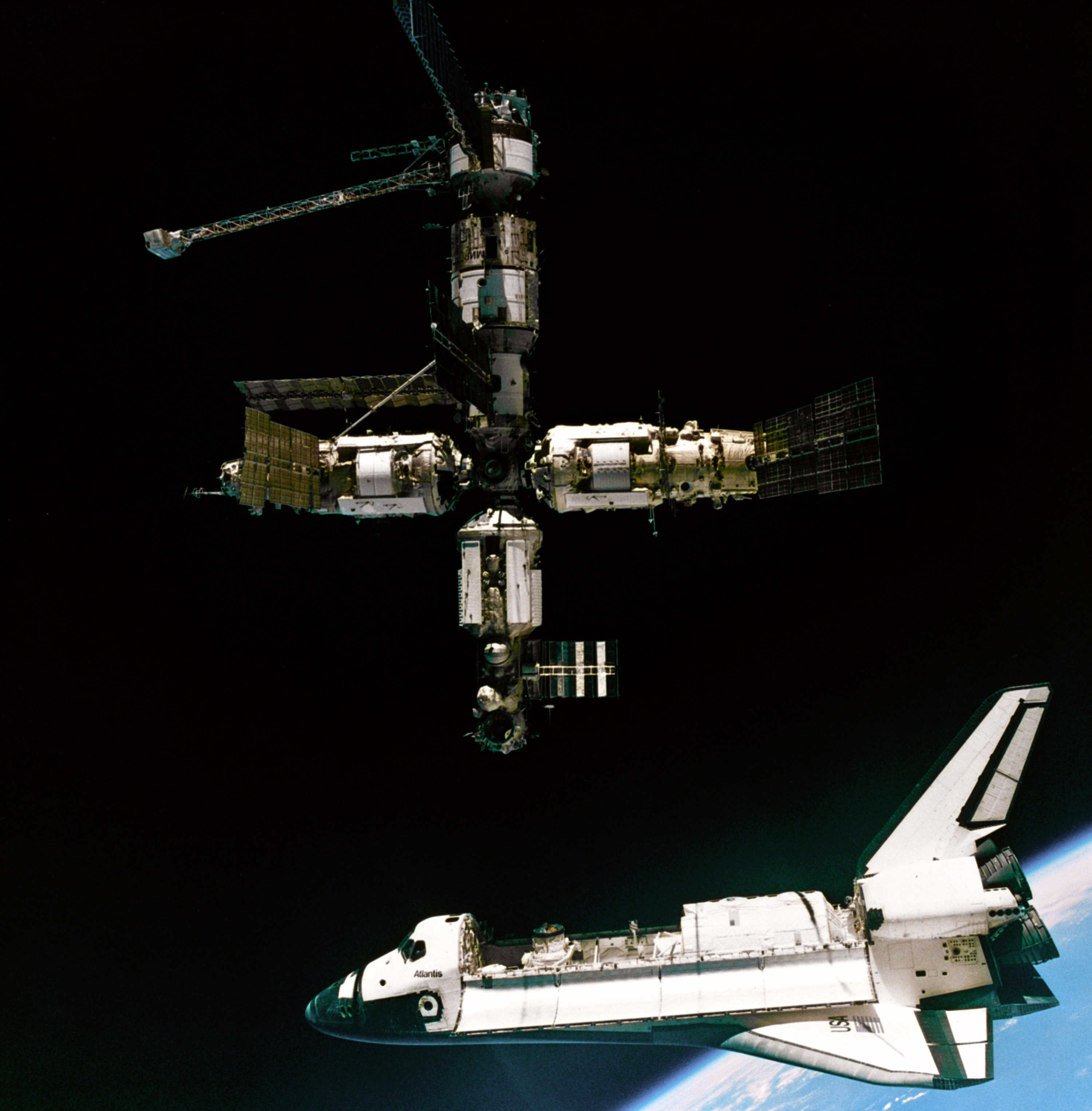
Atlantis lascia la stazione spaziale Mir.

Grazie alla sua flessibilità, lo Shuttle si è rivelato il mezzo ideale per l'assemblaggio di una stazione spaziale e per il suo rifornimento. La Stazione Spaziale Internazionale dipende molto dai voli della navetta. Molti componenti della stazione sono di una dimensione che non consente loro la messa in orbita da parte di altri razzi. D'altra parte, il braccio Canadarm della navetta è stato utilizzato per assemblare i moduli direttamente sulla stazione. La navetta ha inoltre consentito la rotazione dell'equipaggio permanente sulla stazione.
A causa dell'importante ruolo svolto dalla navetta nell'assemblaggio della stazione, la messa a terra della flotta degli Shuttle dopo il disastro del Columbia, avvenuto nel febbraio 2003, ha portato al rinvio di alcune tappe fondamentali di diversi anni. Diversi esperimenti scientifici che dovevano essere installati nella stazione stessa sono stati cancellati.
Negli anni novanta la navetta ha compiuto diversi voli per la stazione russa Mir. Tra il 1995 e il 1998 lo Shuttle ha attraccato nove volte alla stazione, in relazione al programma Shuttle-Mir, la prima collaborazione tra le due potenze dopo il programma Apollo-Soyuz del 1975.

## La fase operativa dello Shuttle

### Lo Shuttle per conquistare il mercato dei lanci commerciali (1982-1985)

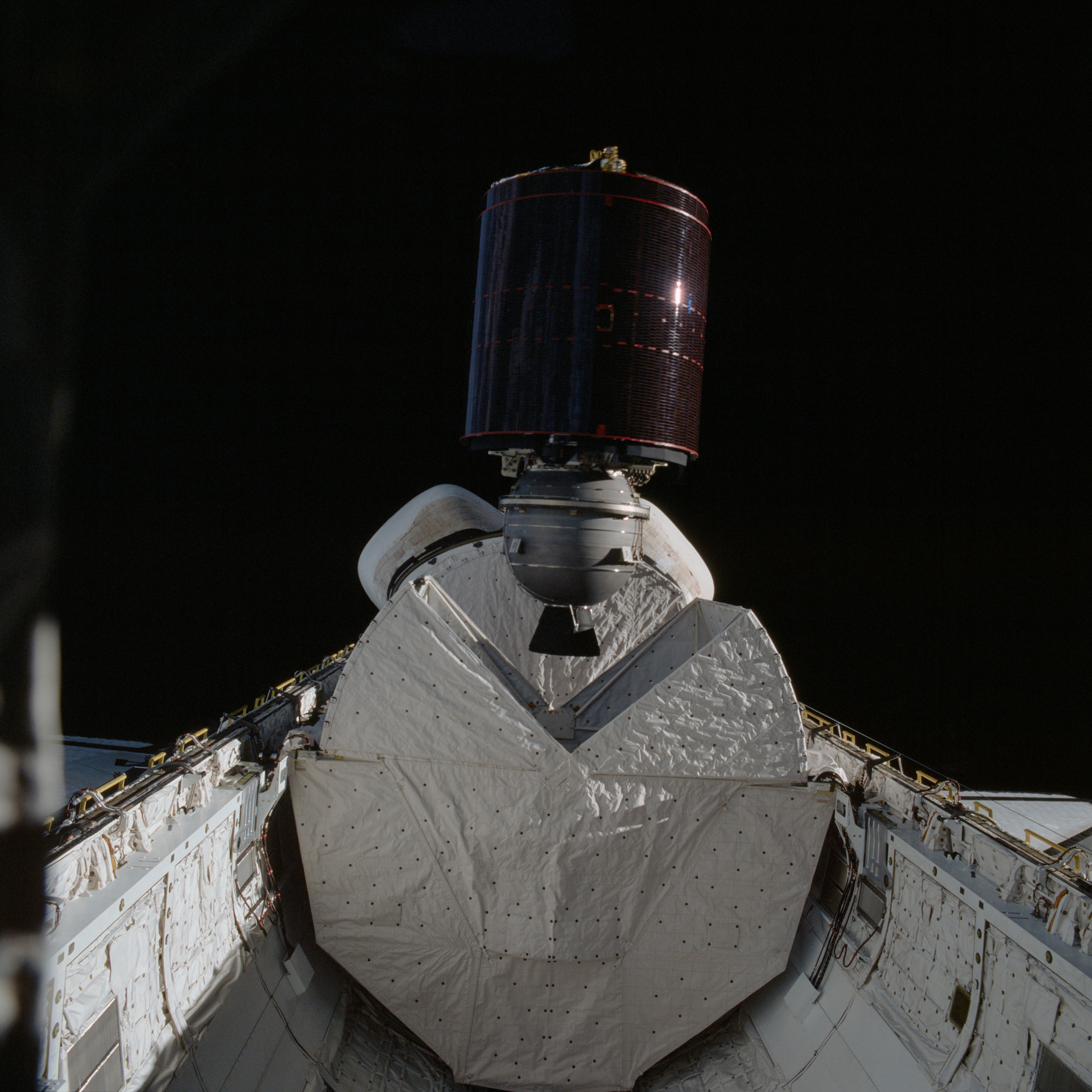
Un satellite per telecomunicazioni viene rilasciato dalla stiva dello Space Shuttle Columbia durante la missione STS-5, la prima del programma con uno scopo operativo, dopo i primi quattro test.

L'11 novembre 1982 lo Shuttle Columbia incomincia la fase operativa del programma con la missione STS-5 in cui mette in orbita due satelliti per telecomunicazioni private. In quel momento la navetta possedeva il monopolio del mercato statunitense per i lanci di satelliti, sia pubblici sia privati, militari o civili. La NASA sperava di raggiungere una frequenza di un lancio a settimana. Allo scopo di attirare clienti internazionali, il costo del lancio era sottovalutato e venivano praticati sconti anche per i lanci di satelliti militari. Grazie a questi incentivi già 9 operatori di telecomunicazione internazionali si rivolsero alla NASA per il lancio dei propri satelliti; questo fatto portò al lancio di 24 satelliti commerciali nei primi 3 anni di attività della navetta. Il numero teorico di satelliti trasportabili in una sola missione è di 5, ma, non potendo prevedere le conseguenze di un atterraggio di emergenza con tale peso, la NASA, prudentemente preferì fissare a 3 il numero massimo. La navetta mise anche in orbita i satelliti TDRS della NASA. Il 4 aprile 1983 allo Shuttle Columbia si affiancò una nuova navetta: il Challenger. In questa prima fase incominciarono anche le missioni con a bordo lo Spacelab che fu portato in orbita per quattro volte.
Il pubblico seguì con vivo interesse i primi voli della navetta che vantava caratteristiche uniche, ma la grande richiesta di lanci, da parte di clienti internazionali, mascherava le prime difficoltà finanziarie del programma. Nel 1985 apparve chiaro che la NASA aveva dei problemi a lanciare più di uno Shuttle al mese, una frequenza di cinque volte inferiore a quella preventivata e su cui si basavano i calcoli di budget. La manutenzione, infatti, apparve estremamente più complessa del previsto e questi costi non poterono essere caricati sul budget dell'ente, poiché era bloccato fino al 1988.
Intanto vennero prodotti altri due Orbiter: il Discovery nel novembre del 1983 e l'Atlantis nell'aprile del 1985..

### Il disastro delChallengere le sue conseguenze (1986)

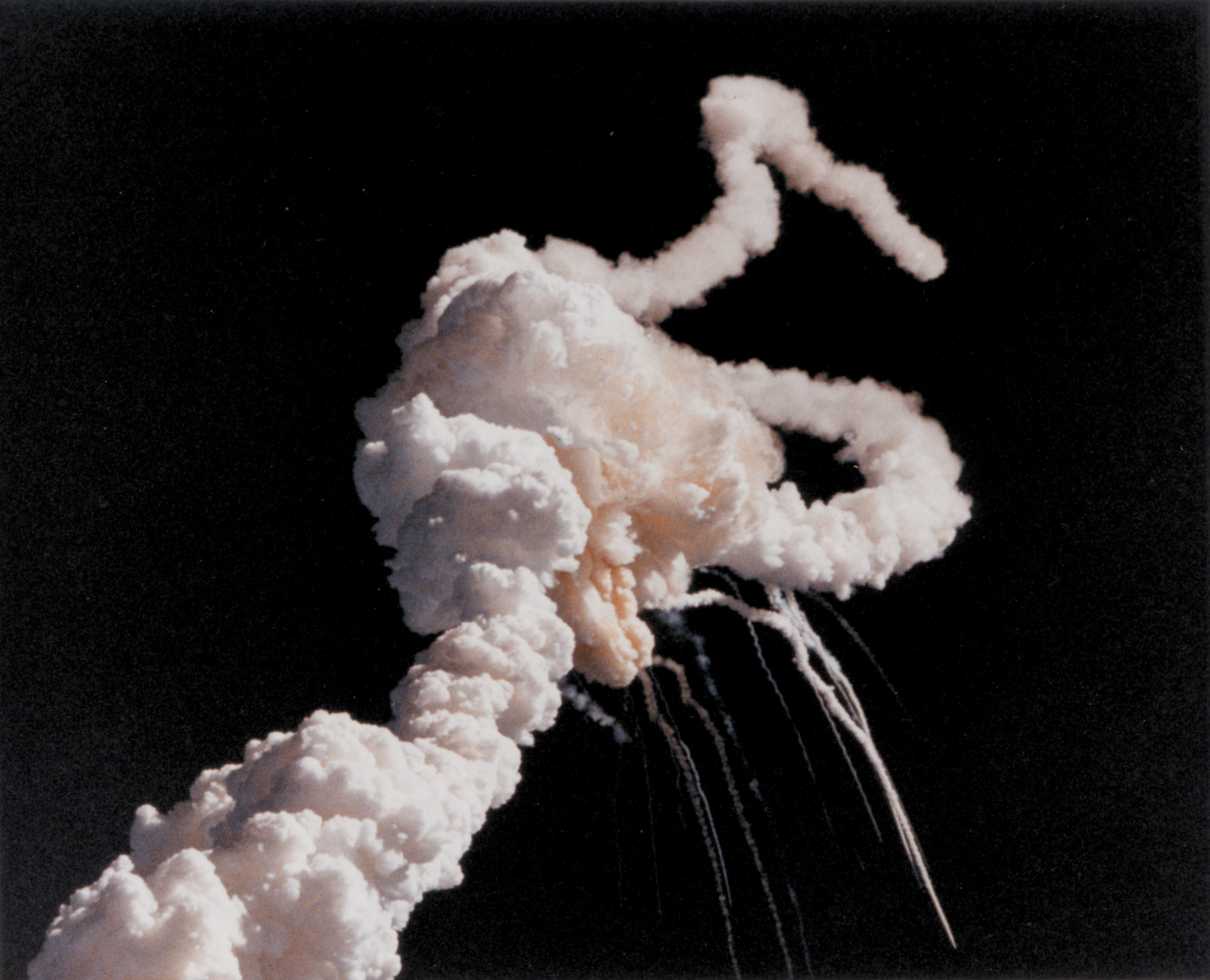
La disintegrazione del Challenger al decollo della missione STS-51-L.

Il 28 gennaio 1986 la navetta Challenger andò distrutta dopo 73 secondi dal lancio, uccidendo l'intero equipaggio della missione STS-51-L. La causa fu un guasto a una guarnizione, detta O-ring, nel segmento inferiore del razzo a propellente solido (SRB) destro. Questa era la venticinquesima missione del programma e il decimo volo del Challenger. L'indagine della Commissione Rogers evidenziò la cattiva gestione del programma da parte della NASA. Il problema che causò l'incidente era già stato identificato, ma sottovalutato a causa di un miope approccio e di una mancanza di dialogo tra i vari responsabili. Il rapporto rivelò inoltre che i rischi delle missioni erano superiori a quanto stimato.
Questo rapporto modificò pesantemente l'operatività della navetta. Venne infatti stabilito che il lancio di satelliti e qualunque altra operazione spaziale che non avesse dovuto disporre di un equipaggio per il suo raggiungimento, si sarebbe realizzata mediante lanciatori convenzionali, in modo da non rischiare inutilmente vite umane, fatto ritenuto moralmente inaccettabile per una missione spaziale. Questa scelta comportò la fine della carriera commerciale dello Space Shuttle. Poiché lo sviluppo di lanciatori convenzionali era rimasto fermo per l'utilizzo della navetta, il fatto contribuì al successo del lanciatore europeo Ariane.
Il Challenger venne sostituito dall'Endeavour, costruito con parti di ricambio delle altre navette, nel maggio del 1991.

### L'operatività della navetta dopo ilChallenger(1988-2003)
Dopo una pausa durata 32 mesi, la prima missione dopo l'incidente, STS-26, fu lanciata il 29 settembre 1988. A causa dell'incidente del Challenger, il Dipartimento della Difesa rinunciò all'uso della navetta spaziale. Una navetta e una base di lancio dedicata esclusivamente alle necessità militare era stata costruita presso la Vandenberg Air Force Base e stava per essere inaugurata al momento dell'incidente Challenger: non sarà mai utilizzata. Nonostante la nuova scelta per l'uso della navetta, vari satelliti (TDR, telecomunicazioni satellitari) e sonde (Galileo e Ulysses) furono inviati nello spazio grazie a essa, poiché il loro design non consentiva la messa in orbita per mezzo di vettori tradizionali.

### L'incidente ShuttleColumbiae la decisione di cancellare il programma (2003-2010)

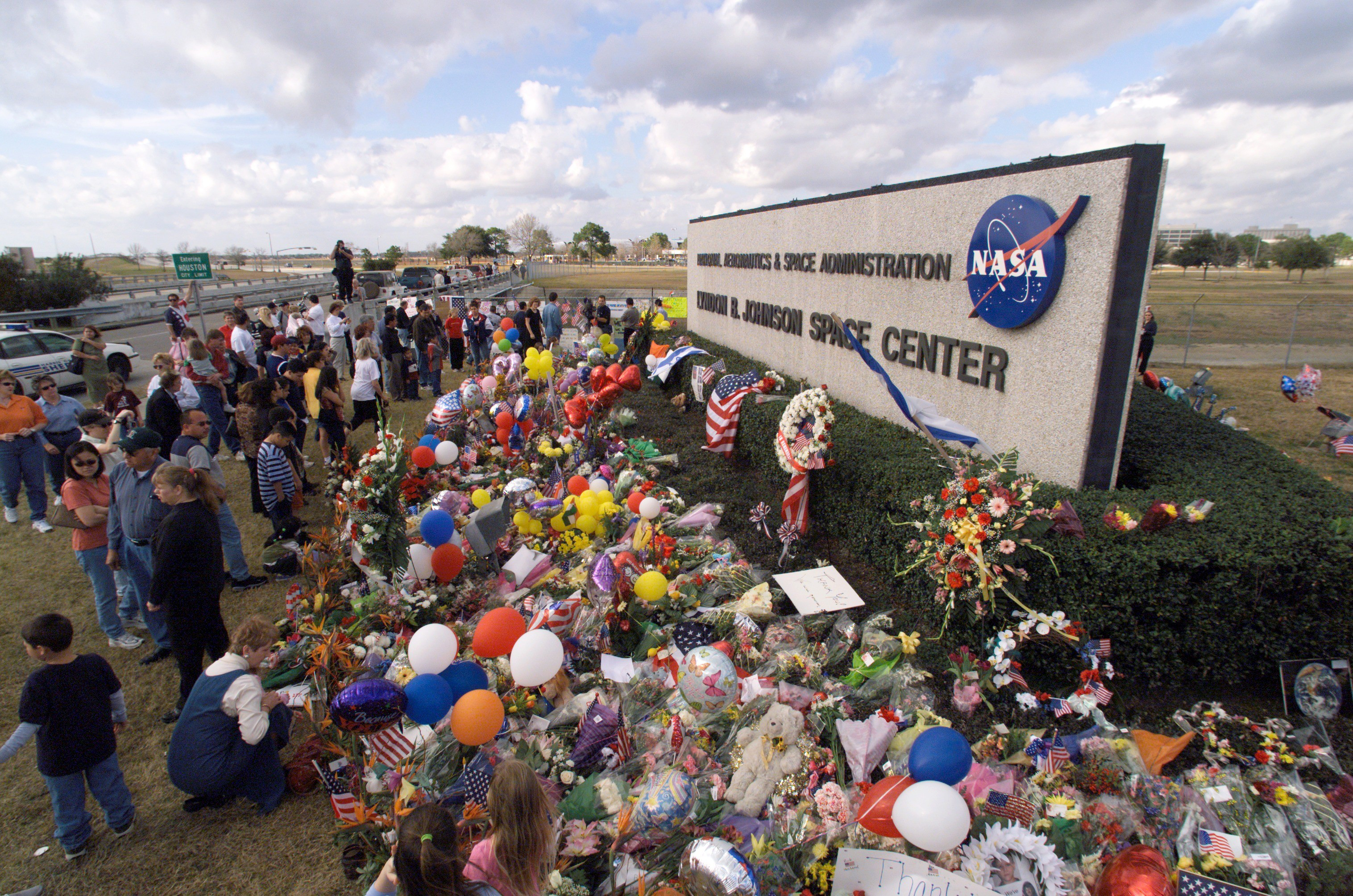
Una commemorazione improvvisata all'entrata principale del Johnson Space Center a Houston, dopo l'incidente del Columbia.

Il 1º febbraio 2003 l'Orbiter Columbia, dopo che il rivestimento esterno dell'ala sinistra rimase irreparabilmente danneggiato da un frammento del rivestimento schiumoso del serbatoio esterno staccatosi al momento del lancio, si disintegrò durante la fase di rientro atmosferico uccidendo tutti i membri del suo equipaggio. Ancora una volta venne messa in discussione la gestione del programma da parte della NASA: l'anomalia che aveva portato al disastro era già nota, ma non venne mai risolta. Inoltre, il fitto calendario di montaggio della Stazione Spaziale Internazionale, imposto nel 2001 dai tagli al bilancio imposti dalla NASA, mise sotto pressione l'ente spaziale tanto da fargli sottovalutare i rischi. Quando, dopo 18 mesi, i voli ripresero con la missione STS-114, molte misure vennero adottate per limitare i rischi. A ogni missione venne imposta una accurata ispezione dello scudo termico (mediante l'Orbiter Boom Sensor System), una volta raggiunta l'orbita. Se la valutazione avesse riscontrato dei problemi irrisolvibili, un secondo Shuttle era pronto per essere lanciato per compiere una missione di salvataggio (missione chiamata STS-3xx).
Il 15 gennaio 2004, il Presidente statunitense George W. Bush rese pubblici gli obiettivi a lungo termine del programma spaziale americano nel campo dell'esplorazione del sistema solare e delle missioni umane. Questa strategia fu formalizzata nel Vision for Space Exploration. La definizione di questo documento fu spinta da due motivazioni

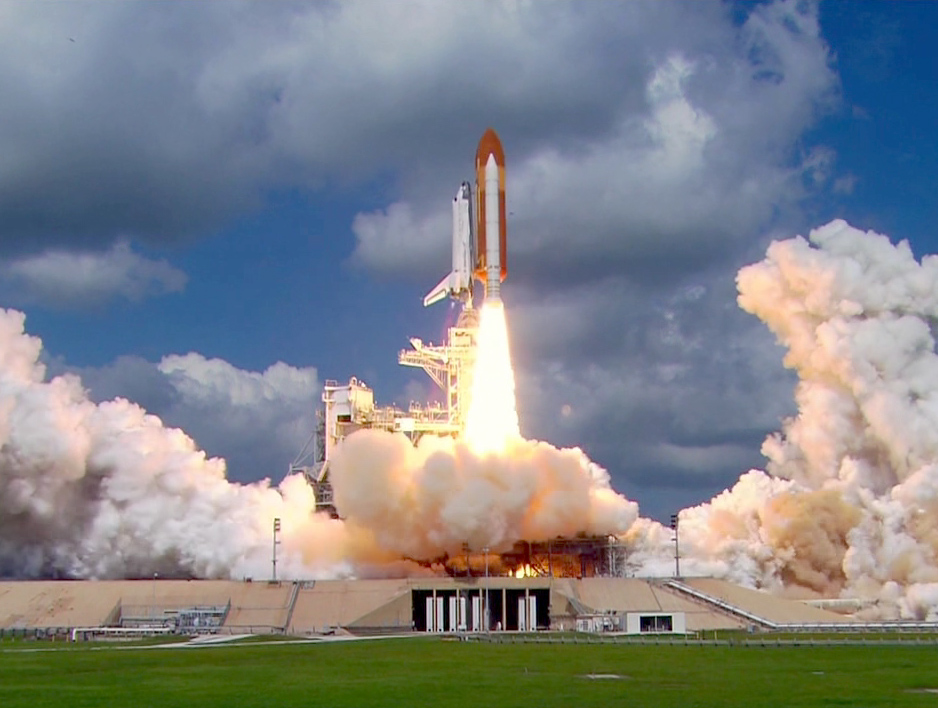
Lancio di STS-114, lo Shuttle torna a volare.

- La NASA doveva sostituire la flotta di navette spaziali, che risaliva a quasi tre decenni prima, ma la Stazione Spaziale doveva essere completata e resa pienamente operativa;
- Il Presidente voleva ricondursi ai successi del Programma Apollo, fissando obiettivi ambiziosi e coinvolgenti che vedevano in primo piano l'esplorazione dello spazio da parte dell'uomo.

### Le ultime missioni
Facendo eco all'approccio del Presidente John Kennedy, George W. Bush chiese alla NASA di realizzare un programma che consentisse di effettuare viaggi sulla Luna entro il 2020. Questo programma prese il nome di Programma Constellation. Si stabilì inoltre che i voli dello Shuttle dovessero terminare entro il 2010, quando la Stazione Spaziale Internazionale doveva essere completata.
Nel 2010, il presidente neoeletto Barack Obama cancellò il Constellation per motivi di bilancio e protrasse la vita dello Shuttle fino alla prima metà del 2011, con la missione conclusiva STS-135 effettuata l'8 luglio.

## La fine dell'era dello Shuttle

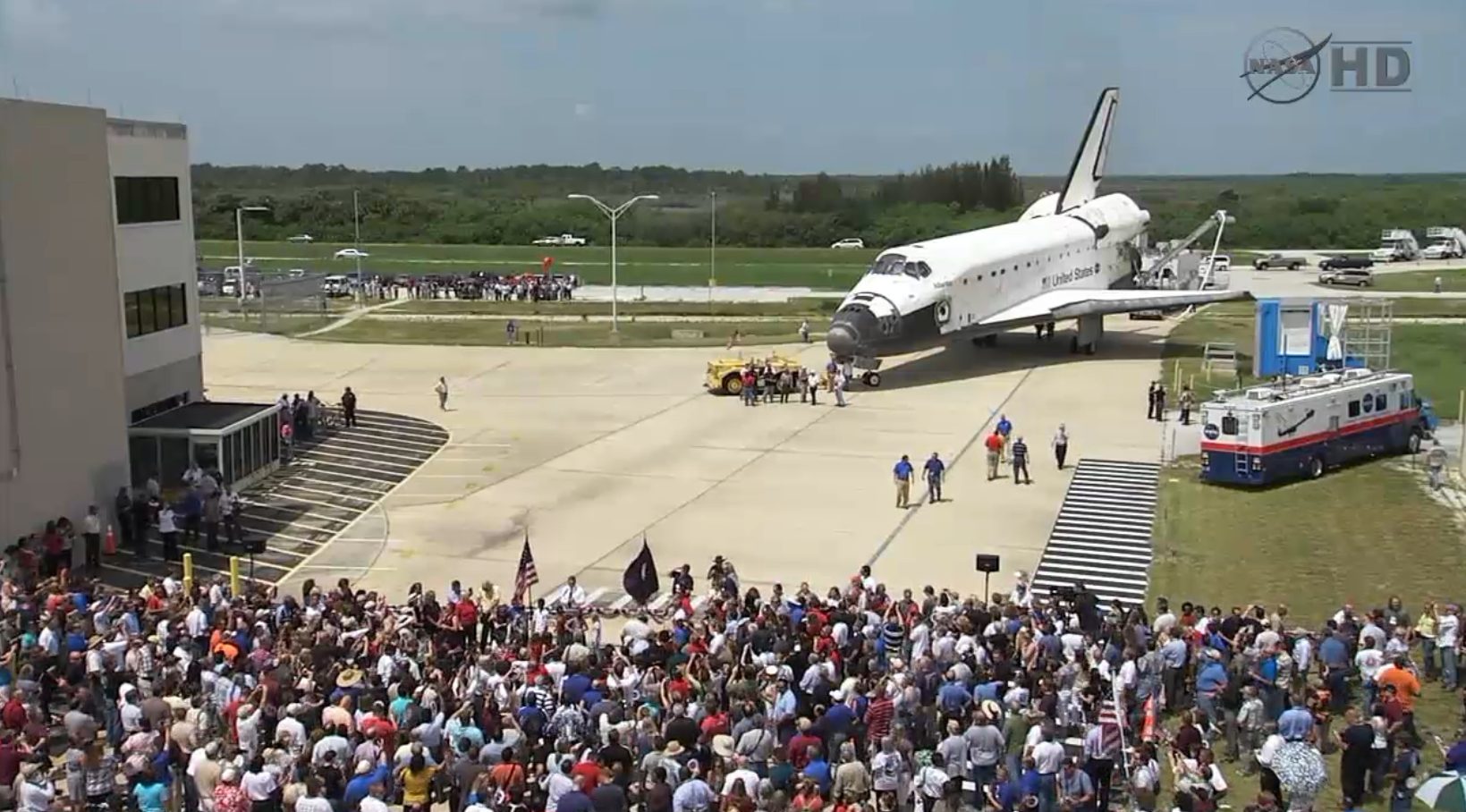
LAtlantis fa il suo ritorno al KSC dopo la sua ultima missione, STS-135.

Il 21 luglio 2011, con l'atterraggio al Kennedy Space Center dell'STS-135 Atlantis, lanciato l'8 luglio 2011, si concluse ufficialmente l'era dello Space Shuttle. I tre Orbiter rimasti, Discovery (OV-103), Atlantis (OV-104) ed Endeavour (OV-105) furono ricondizionati per poter essere esposti in diversi musei di storia aerospaziale negli Stati Uniti a partire dal 2012. Ad essi si aggiunse l'Enterprise (OV-101) che non ha mai volato nello spazio ed è servito unicamente per le prove dinamiche di rientro e atterraggio.
Molte parti utilizzate nel programma sono esposte in vari musei. Circa 7 000 piastrelle facenti parte dello scudo termico sono state proposte, a 25 dollari l'una, alle scuole e università statunitensi che ne hanno fatto richiesta.
Il 12 aprile 2011, la NASA annunciò i siti in cui sarebbero stati esposti gli Orbiter rimasti:
- L'Atlantis è esposto all'interno dello Space Shuttle Atlantis HOME nell'area visitatori del Kennedy Space Center a Cape Canaveral, Florida.
- Il Discovery è stato posto al Steven F. Udvar-Hazy Center dello Smithsonian Institution in Virginia, vicino a Washington a partire dal 21 aprile 2012.
- L'Endeavour è esposto presso il California Science Center di Los Angeles, California.
- L'Enterprise (orbiter utilizzato per i test in atmosfera), precedentemente esposto al Steven F. Udvar-Hazy Center, è stato spostato all'Intrepid Sea-Air-Space Museum di New York.
- Il Pathfinder (il modellino per i test) è esposto nel museo United States Space & Rocket Center a Huntsville, in Alabama.

## Anche i bambini imparano!
Negli ultimi anni, anche i più piccoli si sono appassionati a questo straordinario veicolo spaziale, grazie alla multinazionale danese LEGO. L'azienda ha infatti lanciato alcuni set dedicati allo Space Shuttle, tra cui uno che raffigura solo la navetta orbitale e un altro che include lo Space Shuttle montato sul suo aereo di trasporto (carrier).
Questa manovra ha portato il 16% dei bambini in più ad appassionarsi al navicella.